# Cavalli nel Medioevo

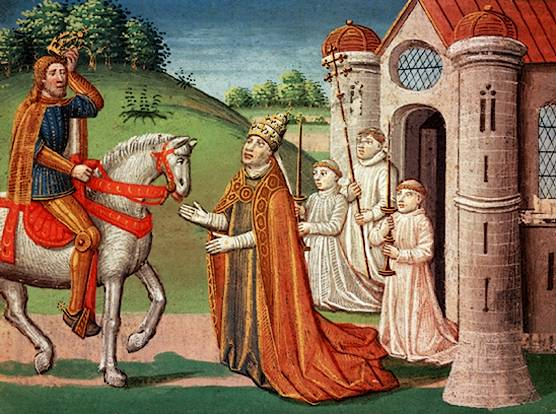
Carlomagno e il papa Adriano I, miniatura di una edizione 1493 di Antoine Vérard.
Il cavallo montato da Carlo Magno, in visita a papa Adriano I, è un animale dal collo arcuato, testa fine ed andatura elegante.

I cavalli nel Medioevo differivano per taglia, corporatura e razza dal cavallo moderno ed erano, in media, più piccoli. Erano anche più centrali per la società rispetto alle loro controparti moderne, essendo essenziali per la guerra, l'agricoltura e i trasporti. Di conseguenza, si svilupparono tipi specifici di cavalli, molti dei quali privi di equivalenti moderni. Mentre la comprensione delle moderne razze equine e dell'equitazione è vitale per qualsiasi analisi del cavallo medievale, i ricercatori devono anche considerare le prove documentarie (sia scritte sia figurative) e archeologiche. Il destriero, il più noto dei cavalli medievali, evoca l'immagine d'un enorme animale rivestito di ferro, in coppia con il suo cavaliere in armatura completa, ma è una rappresentazione stereotipata che non riflette la realtà storica.
I cavalli nel Medioevo erano differenziati non per razza ma piuttosto per uso. Ciò li ha portati ad essere descritti, ad esempio, come "cavalli da guerra" e/o "cavalli da carica", "palafreni" (cavalli da sella/passeggio), cavalli da tiro o cavalli da soma. In alcuni tali se ne identifica la provenienza, per esempio i "cavalli spagnoli", ma non si sa se ciò si riferisse a una o più razze. Un'altra difficoltà deriva dalla flessibilità delle lingue medievali, con diverse parole usate per indicare la stessa cosa o diverse cose indicate dalla medesima parola: ad esempio "corsiero" e "caricatore" sono usati in modo intercambiabile anche nel medesimo documento per indicare il medesimo cavallo; un poema epico può parlare in modo sprezzante d'un ronzino mentre un altro ne elogia abilità e rapidità.
Significativi progressi tecnologici nell'equipaggiamento equestre, spesso introdotti da altre culture, consentirono cambiamenti significativi sia nella guerra sia nell'agricoltura del Medioevo: per esempio i design migliorati per la sella ad albero massiccio; la staffa; il ferro di cavallo e il collare da cavallo.
Di conseguenza, le ipotesi e le teorie sviluppate dagli storici non sono definitive e su molti temi, come l'allevamento o la taglia del cavallo, infuria ancora il dibattito, e per comprendere l'ampiezza dell'argomento è necessario consultare diverse fonti.

## Esegesi delle fonti
L'ippicoltura medievale è poco conosciuta causa la scarsità delle relative fonti. Inoltre, si trovavano ancora, almeno fino al X secolo, grandi mandrie di cavalli bradi in Europa, se non altro nelle regioni germano-scandinave. Il ruolo delle abbazie fu determinante per la conoscenza dell'ippicoltura del tempo, grazie ai loro registri, i cartularii, che costituiscono la principale fonte scritta dall'XI al XIII secolo, insieme alla letteratura cortese. Queste fonti non menzionano l'allevamento di cavalli sul terreno della Chiesa. Non è escluso che le fonti utilizzate dagli storici siano orientate ma questa assenza di menzione di allevamento da parte della Chiesa può anche suggerire che i cavalli fossero allevati esclusivamente nelle riserve signorili, il che sembra coerente con il loro status di animale da premio utilizzato dall'aristocrazia. Dapprima riservato alle élite, il cavallo si diffuse gradualmente negli strati più popolari della società medievale. Nel XIII secolo, le classi medie sembravano possedere frequentemente dei cavalli.
L'apporto dell'archeologia fornisce dati marginali e limitati circa il cavallo quale elemento dell'ecosistema, dell'economia e dell'alimentazione medievali poiché l'esame dei resti ossei, di cui quelli equini sono una minoranza, ha ancora una portata troppo circoscritta. Ampiamente documentato, attraverso i ritrovamenti di scavo, sono le deposizioni di cavalli e ancor più i resti di finimenti e bardature inclusi in tombe umane, un fenomeno che esplode in Europa orientale con l'arrivo degli Unni, passa alle popolazioni germaniche a loro soggette (ad esempio gli Ostrogoti) e perdura grazie al sistematico arrivo di popolazioni nomadi dall'Asia centrale per tutto il Medioevo.

## Allevamento

### Alto Medioevo

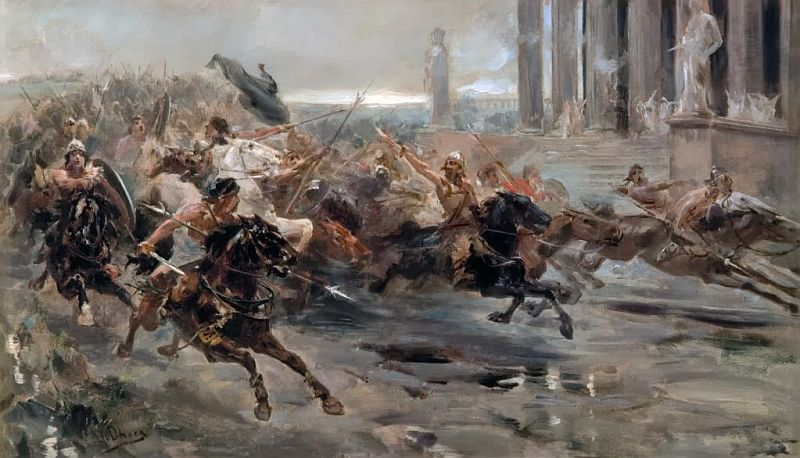
Gli Unni attaccano Roma - dip. di Ulpiano Checa.

Durante il declino dell'Impero Romano e l'Alto Medioevo, gran parte del patrimonio riproduttivo di qualità sviluppato durante l'Antichità classica andò perduto a causa di un'ippicoltura incontrollata e dovette essere ricostruito nei secoli successivi. In Occidente, ciò potrebbe essere dovuto in parte alla dipendenza degli invasori germanici dalla guerra basata sulla fanteria, con i cavalli usati solo per spostarsi o inseguire il nemico: es. gli anglosassoni utilizzavano molto poco i cavalli, stando alle fonti. Tuttavia, c'erano delle eccezioni. Nel VII secolo il regno merovingio conservava ancora almeno un attivo centro romano di allevamento di cavalli. Anche gli spagnoli conservarono molti cavalli di qualità, in parte per la reputazione storica della regione come terra di allevamento di cavalli e in parte per le influenze culturali legate alla conquista islamica della penisola iberica tra l'VIII e il XV secolo.
Si tratterebbe però di un approccio riduttivo se considerato che, nel generale contesto delle Invasioni barbariche, centrale fu il ruolo giocato dagli Unni, la prima d'una brulicante schiera di popoli dell'Asia centrale che avrebbe, a ondate, seguitato ad investire le terre dell'ex-impero sino al XIII secolo: Avari, Magiari, Bulgari, Peceneghi, Turchi, ecc. Per questi popoli, provenienti dall'ecosistema della grande steppa eurasiatica, il cavallo deteneva assoluta supremazia nelle tattiche bellico-predatorie e nella quotidianità. Indubbiamente, il consolidarsi dell'Impero unno nell'Europa centro-orientale ed i suoi continui contatti e scontri con l'Impero romano d'Occidente e l'Impero romano d'Oriente facilitò l'innesto nelle linee di sangue europee di linee di sangue asiatiche: per esempio il Tarpan che sarebbe rimasto in uso tra i nomadi della steppa sino ai tempi dell'Impero mongolo.

### L'allevamento del cavallo da guerra

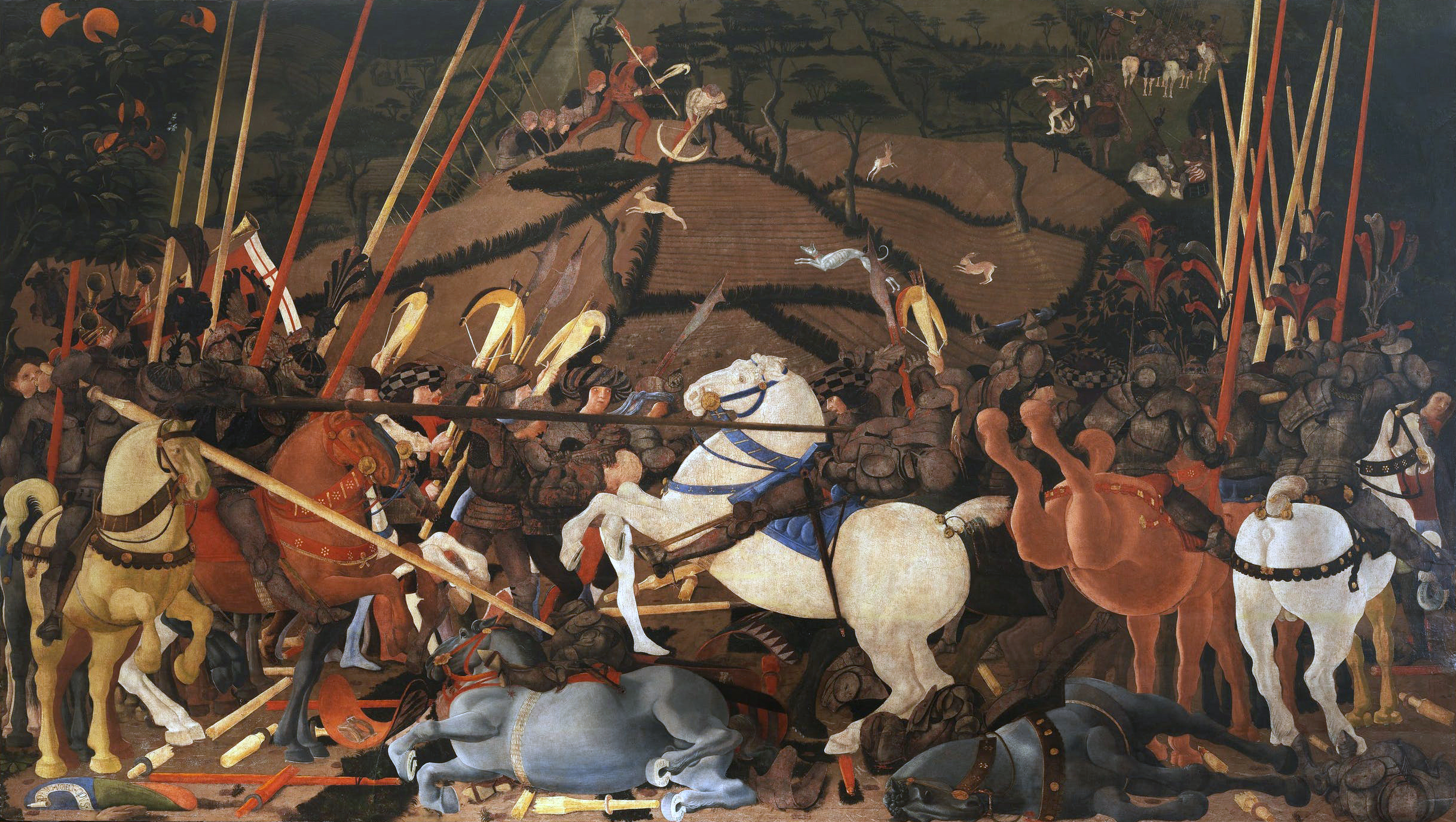
Battaglia di San Romano di Paolo Uccello (PARTICOLARE) - l'artista fiorentino raffigura la palpabile potenza dei destrieri tardomedievali.

Le origini del cavallo da guerra medievale sono oscure, anche se si ritiene che avessero un po' di sangue del Berbero e dell'Arabo attraverso lo spagnolo Jennet, un precursore delle moderne razze del Frisone e dell'Andaluso. È anche possibile che altre fonti di sangue orientale provenissero da quella che veniva chiamata la razza nisaica (forse simile al cavallo turkmeno) dall'Iran e dall'Anatolia, un altro tipo di cavallo orientale portato in Europa dalle Crociate. I «cavalli spagnoli», qualunque fosse il loro allevamento, erano i più costosi. Infatti, in Germania la parola "spanjol" divenne il termine per i cavalli da guerra di qualità. Tuttavia, le fonti letterarie tedesche citano anche buoni cavalli provenienti dalla Scandinavia. Anche il regno di Francia produsse buoni cavalli da guerra. Alcuni studiosi attribuiscono ciò alla forte società feudale locale ma una spiegazione altrettanto probabile è l'influenza storica delle tradizioni di allevamento di cavalli romani conservate dai Merovingi cui accennavamo prima, combinate con l'aggiunta di pregiati ceppi di sangue spagnoli e orientali catturati sulla scia della vittoria di Carlo Martello sugli invasori omayyadi islamici nella Battaglia di Poitiers (732) a seguito della quale i Carolingi iniziarono a strutturare la loro cavalleria pesante gettando le basi per la radicale modifica socio-culturale che avrebbe portato all'affermazione del feudalesimo vero e proprio: il sequestro della terra per garantirsi l'approvvigionamento di foraggio per le mandrie ed il passaggio del pagamento dei tributi in natura dal bestiame generico ai cavalli.
L'allevamento del cavallo da guerra da parte della nobiltà medievale, per la quale il possesso del cavallo tanto quanto delle armi sarebbe divenuto conditio sine qua no di status, portò ad abusi. Già nel IX secolo, non era raro che le cavalcate dei nobili, di svago o d'addestramento, devastassero prati e raccolti. Del pari, era abbastanza diffuso che quegli stessi nobili, dopo averne devastato i campi, pretendessero dai contadini il foraggio per i loro cavalli una volta arrivato l'inverno.

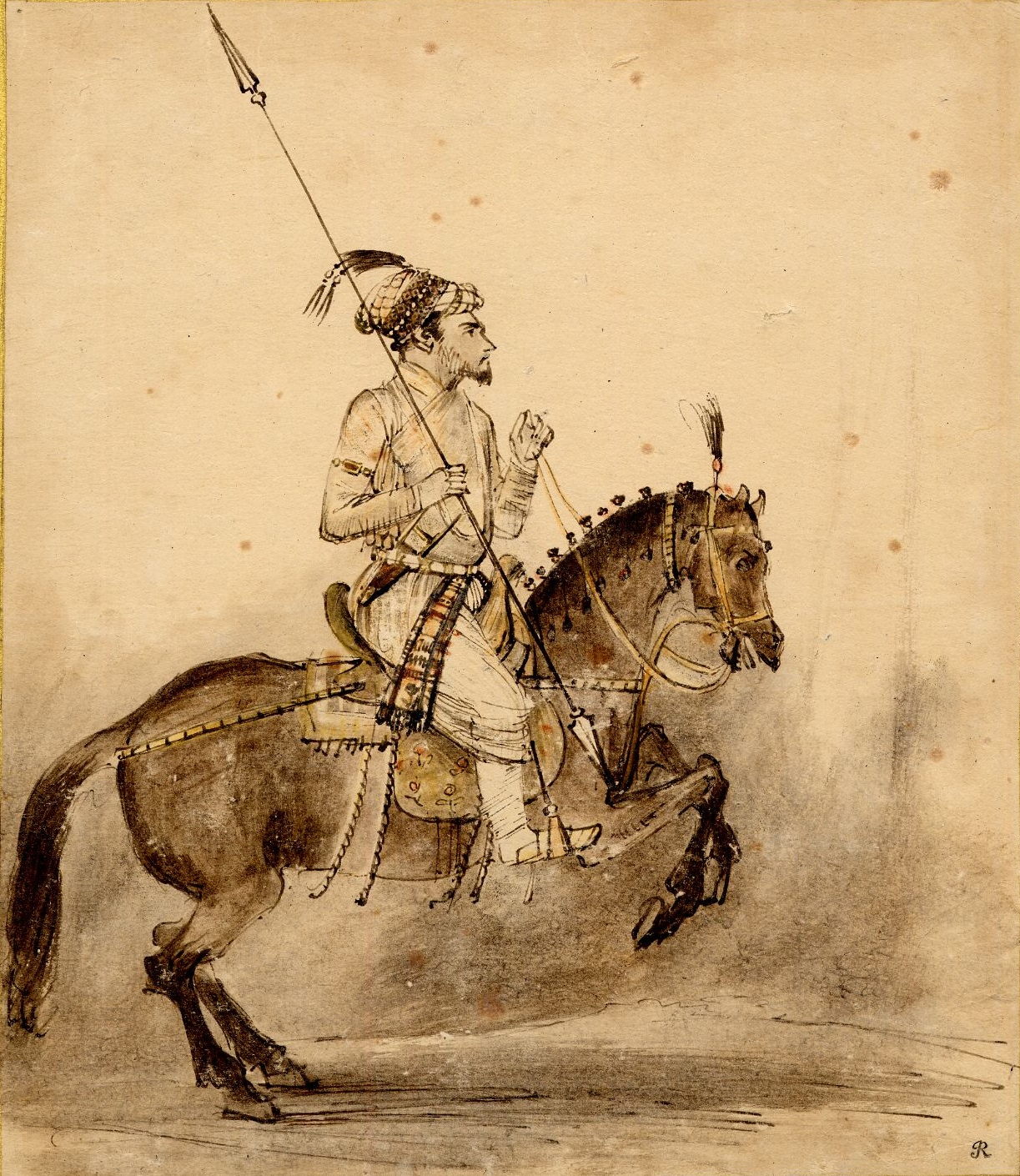
Un nobile Mughal (Sowar) a cavallo.

### Programmi di allevamento e linee di sangue
Man mano che si comprendeva l'importanza dell'allevamento di cavalli per il successo in guerra, i programmi di allevamento pianificati aumentarono. Molti cambiamenti furono dovuti all'influenza della cultura islamica attraverso le Crociate oltre che Al-Andalus. Gli arabi conservavano ampi pedigree dei loro cavalli berberi e arabi attraverso una tradizione orale. Alcuni dei primi alberi genealogici scritti nella storia europea documentata sono stati conservati dai monaci certosini che allevavano lo spagnolo Jennet. Poiché sapevano leggere e scrivere e quindi tenere registri accurati, ai monaci fu affidata la responsabilità dell'allevamento di cavalli da alcuni membri della nobiltà, in particolare in Spagna. Questi pedigree scritti per alcune razze di cavalli esistono dagli Anni 1330. In Inghilterra, una fonte comune di cavalli da guerra erano i pony selvaggi della brughiera che venivano radunati ogni anno dagli allevatori, tra cui i monaci cistercensi, per usarli come cavalli da sella o cavalleria leggera. Una di queste razze era il Pony Fell che aveva origini simili al moderno Frisone. In Francia, a partire dal XIII secolo, vennero importati dalla Frisia, regione allora rinomata per la qualità del suo allevamento, i cosiddetti cavalli «Norrois», di solito impiegati come palafreni. Nel Trecento, i papi di Avignone apprezzarono molto i cavalli spagnoli che importarono in sì gran numero da creare un fiorente commercio equino tra l'Aragona e la Linguadoca. Alla fine del Medioevo, l'Alvernia era una regione importante per l'allevamento di cavalli in Francia ed esportava le sue bestie in tutto il Mediterraneo.

### Eredità dell'ippicoltura medievale
Le tracce delle linee di sangue dei destrieri scomparvero dalla documentazione scritta durante il XVII secolo, quando il cavallo "pesante" medievale scomparve in via definitiva dalla scena bellica. Molte razze da tiro moderne rivendicano un legame con il magnus equus medievale ed alcuni storici considerano razze come il Percheron, il Belga da tiro e il Suffolk Punch probabili discendenti del destriero. Altri storici scartano questa teoria, poiché la documentazione suggerisce che il cavallo da guerra medievale fosse piuttosto diverso dal moderno cavallo da tiro. Ciò teoria suggerirebbe che i cavalli da guerra siano stati incrociati con i cavalli da lavoro "a sangue freddo", poiché i cavalli da guerra, e il destriero in particolare, erano rinomati per la loro natura a "sangue caldo".
Alcune razze di cavalli moderne hanno subito poco (o nessun) incrocio sin dal Medioevo e quindi rivendicano una stretta vicinanza ai loro antenati: es. il cavallo islandese, la cui razza è pura dall'anno 982.

## Tipi di cavallo

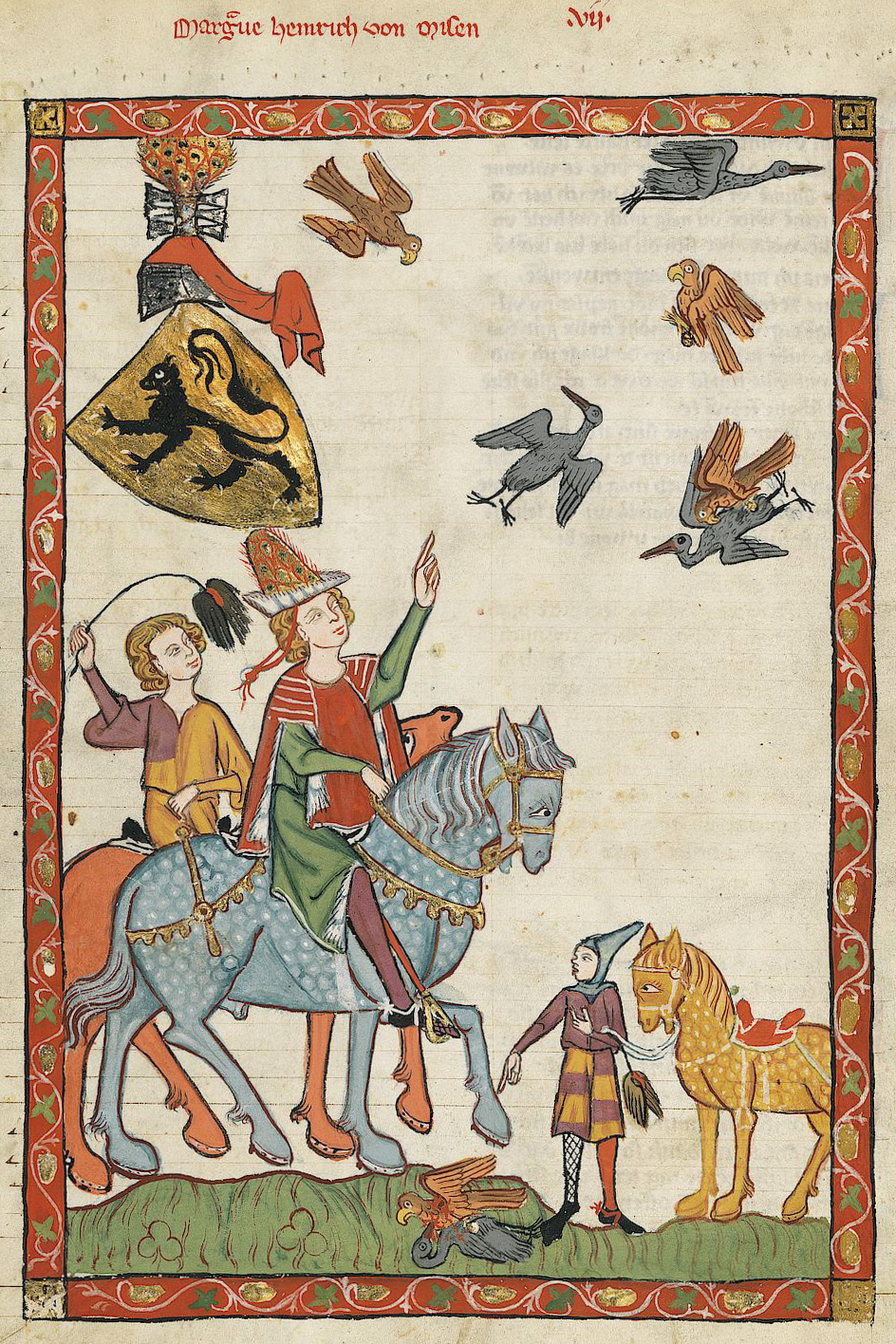
Falconieri medievali in sella a palafreni o jennet - ill. in Codex Manesse.

Durante il Medioevo, i cavalli furono raramente classificati per razza quanto piuttosto per tipo: cioè descritti per il loro utilizzo o i loro attributi fisici. Molte delle definizioni non sono precise e altre addirittura intercambiabili. Prima del XIII secolo circa, furono scritti pochi alberi genealogici. Pertanto, molti termini per i cavalli nel Medioevo non si riferivano alle razze come le conosciamo oggi ma descrivevano aspetto o utilizzo.
In generale, il tipo di cavallo rispecchiava la ricchezza dell'utilizzatore: un signore non avrebbe mai cavalcato lo stesso tipo di animale che i contadini usavano per arare o trasportare i prodotti nelle fiere. La qualità e il prezzo del cavallo erano dunque proporzionali alla qualità dell'utilizzatore.

### Per la guerra
L'uso principale del cavallo nel Medioevo fu quello militare. L'animale permetteva al guerriero montato di muoversi più velocemente sul campo di battaglia, inseguire i nemici in fuga, colpire più efficacemente con più slancio oltre a sopraffare gli uomini a piedi colpendoli dall'alto verso il basso, con maggiore efficienza. Uno dei cavalli medievali più conosciuti era il destriero, rinomato e ammirato per le sue capacità in guerra. Era ben addestrato e doveva essere forte, veloce e agile. Uno scrittore del XIV secolo li descrisse come «alti e maestosi e con grande forza.» Nelle fonti contemporanee, il destriero veniva spesso definito il "grande cavallo" (in lingua latina magnus equus) a causa delle sue dimensioni e della sua reputazione. Essendo un termine soggettivo, non fornisce informazioni precise su altezza o peso effettivi ma poiché il cavallo medio dell'epoca era alto 12 palmi al garrese un "grande cavallo" per gli standard medievali potrebbe apparire piccolo ai nostri occhi moderni. Il destriero era molto apprezzato da cavalieri e uomini d'arme ma in realtà non era molto comune e sembra essere stato il più adatto alla giostra che alla guerra.
Il corsiero era generalmente preferito per le dure battaglie in quanto leggero, veloce e forte. Era costoso ma non quanto un destriero ed usato frequentemente anche per la caccia.

### Per l'equitazione
Il palafreno era un cavallo addestrato che poteva eguagliare il prezzo d'un destriero, popolare tra i nobili e i cavalieri di alto rango per l'equitazione, la caccia e l'uso cerimoniale. L'andatura ad ambio era un tratto desiderabile in un palafreno, poiché l'andatura regolare consentiva al cavaliere di coprire rapidamente lunghe distanze con relativo comfort. Al gruppo dei palafreni apparteneva il jennet, un piccolo cavallo allevato per la prima volta in Spagna da razze berbere ed arabe. La loro natura tranquilla e affidabile, così come le dimensioni, li rendevano popolari come cavalli da sella per le donne ma furono usati anche come cavalli da guerra dagli spagnoli.

### Il ronzino, un cavallo multifunzionale

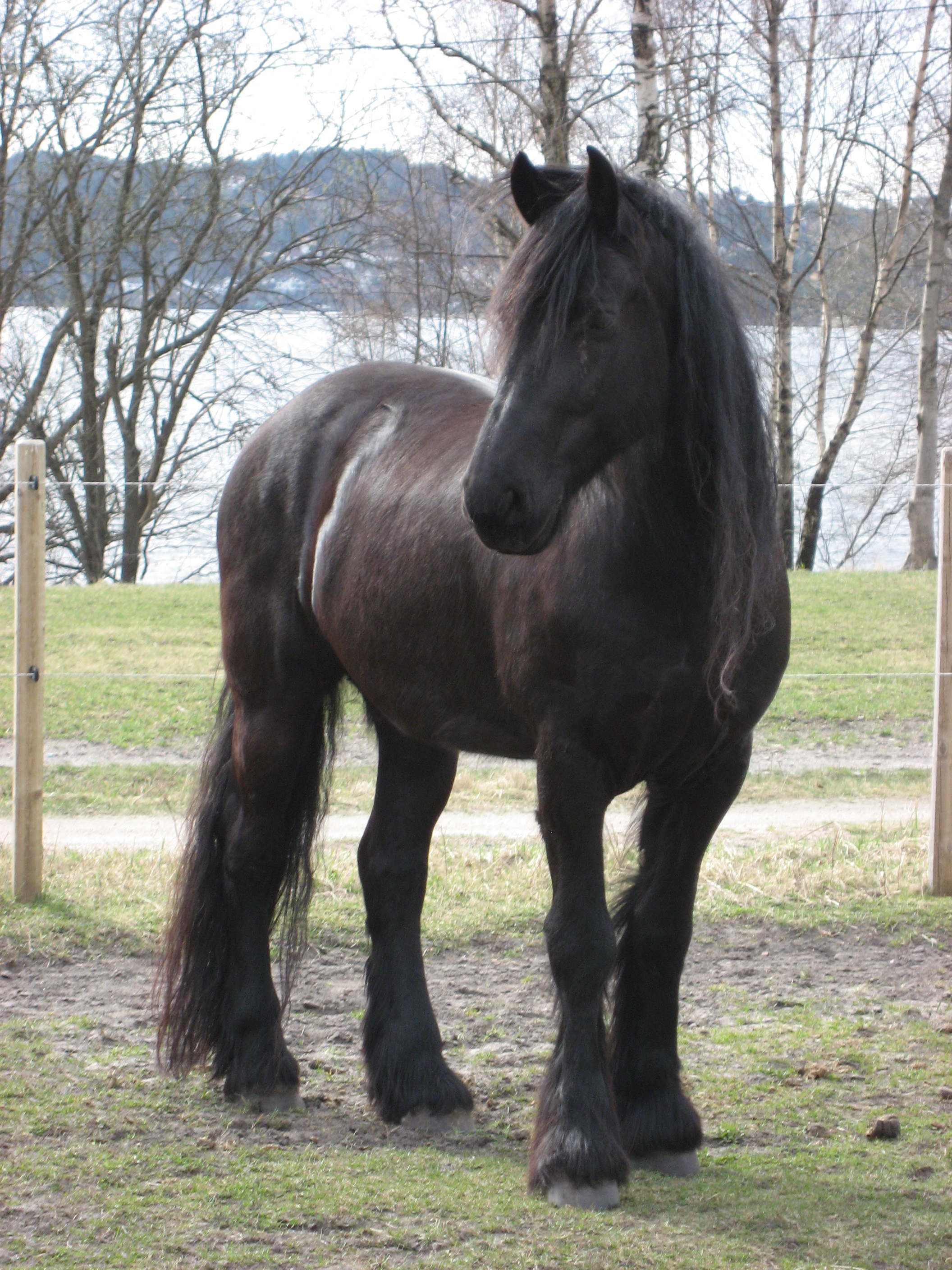
Gli antenati del Frisone parteciparono alle crociate e furono importati in Francia nel XIII secolo.

Un cavallo più generico era il ronzino che poteva essere tenuto come cavallo da sella o addestrato per la guerra. Era comunemente usato da scudieri, uomini d'arme o cavalieri più poveri. Un ricco cavaliere avrebbe mantenuto dei ronzini per il proprio seguito. A volte la natura prevista della guerra dettava la scelta del cavallo: quando una convocazione alla guerra fu inviata in Inghilterra, nel 1327, richiese espressamente i ronzini per un rapido inseguimento piuttosto che i destrieri. I ronzini venivano talvolta usati come cavalli da soma ma mai come cavalli da tiro.

### Razze popolari
Alcune presunte razze sono citate in documenti medievali. Così, il Jennet, un piccolo cavallo discendente da Berberi ed Arabi, sembra essere stato un palafreno molto popolare. Il suo carattere calmo, la sua affidabilità e le sue dimensioni hanno decretato il suo successo come «cavallo per signore» ma era ampiamente utilizzato per la guerra nella Penisola iberica. Il Frisone, apprezzato per le battaglie, sembra aver prestato servizio già durante le Crociate ed avervi ricevuto afflussi di sangue straniero. Quest'informazione dovrebbe essere circoscritta, tuttavia, poiché l'attuale modello del Frisone è in gran parte il risultato dell'occupazione spagnola delle Fiandre, alla fine del XVI secolo.
L'Irish Hobby era un cavallo leggero, alto 13-14 palmi (132-142 cm), sviluppato in Irlanda da antenati Spagnoli o Berberi. Veloce e agile, era popolare per le schermaglie ed era spesso cavalcato dalla cavalleria leggera medievale nota come Hobelar. Gli hobby furono usati con successo da entrambe le parti durante le Guerre d'indipendenza scozzesi, con Edoardo I d'Inghilterra che cercava di trarne vantaggio impedendo le esportazioni irlandesi dei cavalli in Scozia. Roberto I di Scozia impiegò gli hobby per la sua guerriglia e incursioni a cavallo, coprendo 60 fino a 70 miglia (97 fino a 113 km) al giorno.
Il Navarrino, scomparso alla metà del XIX secolo, era apparentemente considerato un Jennet, vigoroso e agile, anche se meno robusto del normale palafreno. I Jennet francesi del Medioevo sembrano quindi essere stati cavalli navarrini piuttosto che purosangue spagnoli.

## Guerra

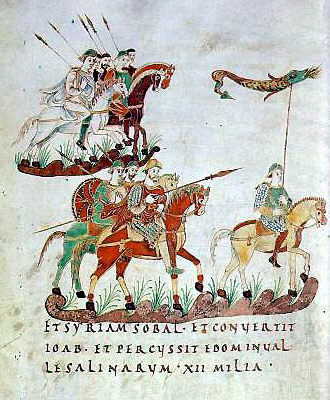
Cavalleria franca d'epoca carolingia.

Mentre la cavalleria leggera era stata usata in guerra per molti secoli, l'era medievale vide l'ascesa della cavalleria pesante, in particolare il cavaliere europeo. Gli storici non sono sicuri di quando sia avvenuto per la prima volta l'uso della cavalleria pesante sotto forma di truppe d'assalto a cavallo, ma la tecnica si era diffusa verso la metà del XII secolo. La stessa carica di cavalleria pesante non era un evento comune in guerra. Le battaglie campali venivano evitate se possibile, con la maggior parte delle guerre offensive altomedievali che assumevano la forma di assedi, o rapide incursioni a cavallo chiamate Chevauchée, lett. "cavalcate", finalizzate ad indebolire l'avversario, principalmente bruciando e saccheggiandone il territorio per ridurne la produttività, durante le quali erano preferite bestie forti e rapide, i corsieri, mentre i pesanti destrieri erano lasciati al sicuro nelle loro stalle. Le battaglie campali a volte erano inevitabili ma raramente venivano combattute su un terreno adatto alla cavalleria pesante. Sebbene i cavalieri a cavallo rimanessero efficaci per gli attacchi iniziali, nel XIV secolo era comune per loro smontare per combattere a piede, facendo così pesare nello scontro la loro superiore abilità marziale ed il loro armamento di qualità. I cavalli erano allora mandati nelle retrovie e tenuti pronti per un eventuale inseguimento.

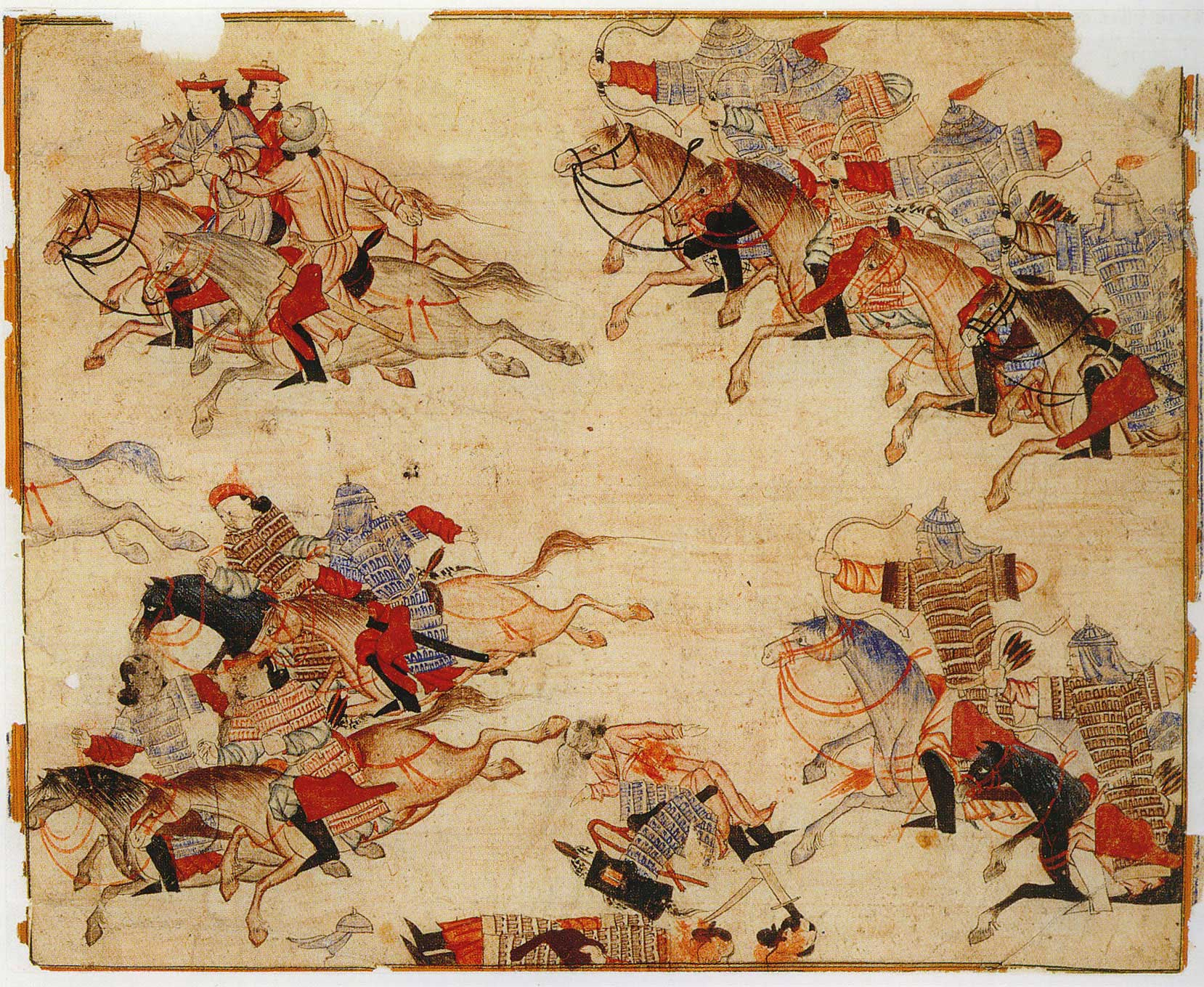
Arcieri a cavallo (probabilmente Mongoli) su una pergamena del XIV secolo.

Durante le guerre che vedono confrontarsi popoli diversi, s'incontrano molti stili di equitazione e vari usi militari del cavallo. Se la cavalleria pesante costituì l'élite degli eserciti occidentali, specialmente in Francia, gli eserciti di armeni, magiari, bulgari, turchi e mongoli, tra gli altri, impiegano principalmente arcieri a cavallo, spesso ben corazzati ma montati su bestie agili, solitamente prive di barda o con una corazzatura minima. Grazie all'uso dell'arco composito e di piccoli cavalli veloci, questi popoli dominavano le terre che conquistano con le loro truppe leggere e mobili, così come avevano fatto gli Unni al collasso dell'Impero romano. Gli eserciti di Gengis Khan, composti esclusivamente da cavalieri, sia agili arcieri a cavallo sia lancieri su cavalli bardati, terrorizzarono i popoli dell'Europa occidentale nel XIII secolo. Gli eserciti dei Mori, composti quasi esclusivamente da cavalieri, armati alla leggera ed usi ad utilizzare l'arco in sella, avevano del pari conquistato l'Europa meridionale al principio del Medioevo.
Nella fase tarda del Basso Medioevo (circa 1300-1550), le grandi battaglie divennero più comuni, probabilmente a causa del successo delle tattiche di fanteria e dei cambiamenti nelle armi. Poiché tali tattiche lasciavano spesso il cavaliere smontato, il ruolo del cavallo da guerra cambiò. In Europa orientale la sempre più marcata penetrazione del neonato Impero ottomano favorì il rapido sviluppo di forme di cavalleria leggera similari a quelle del nemico turco: anzitutto gli husar della Serbia, antenati dei moderni ussari. In Europa occidentale la svolta fu provocata dall'adozione, nelle forze di cavalleria, delle armi da fuoco, con lo sviluppo di forze cavalleria leggera, i raitri, e pesante, i corazzieri, armate di archibugio (poi carabina) e pistola a ruota nel corso del XVI secolo. Nel XVII secolo, il destriero medievale era diventato un ricordo del passato, sostituito da cavalli più leggeri e veloci che venivano portati in battaglia senza armatura. Per tutto il periodo, i cavalleggeri furono usati per l'esplorazione e la ricognizione; fornivano anche uno schermo difensivo per gli eserciti in marcia. Grandi squadre di cavalli da tiro, o buoi, venivano usati per trainare l'artiglieria. Altri cavalli trainavano carri e trasportavano rifornimenti per gli eserciti.

### Tornei

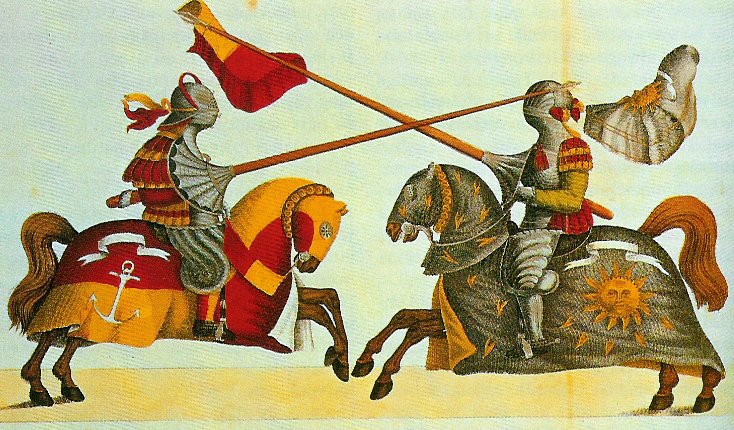
Una stampa successiva di una giostra del XV secolo.

Tornei e Hastilude iniziarono nel XI secolo sia come sport sia come allenamento per la battaglia. Solitamente assumendo la forma di una mischia, i partecipanti usavano i cavalli, le armature e le armi da guerra. Lo sport della giostra nacque dal torneo e, nel XV secolo, l'arte dell'inclinazione divenne piuttosto sofisticata. Nel processo, lo sfarzo e la specializzazione portarono l'esercizio ludico ad allontanarsi da quello bellico, basti confrontare l'armatura da giostra rinascimentale all'armatura a piastre utilizzata per il combattimento vero e proprio, sicuramente anche a causa del ruolo mutevole del cavaliere in guerra.
I cavalli furono allevati appositamente per la giostra e furono sviluppate per loro, come valso per i loro cavalieri, corazzature più pesanti. Ciò non portò necessariamente all'utilizzo di cavalli significativamente più grandi e forti. Gli studiosi delle Royal Armouries hanno ricreato la giostra, utilizzando cavalli appositamente allevati e riproduzioni di armature. I loro cavalli rappresentavano fedelmente la cavalcatura medievale, essendo di corporatura compatta e non particolarmente alti.

### Tipi di cavallo da guerra

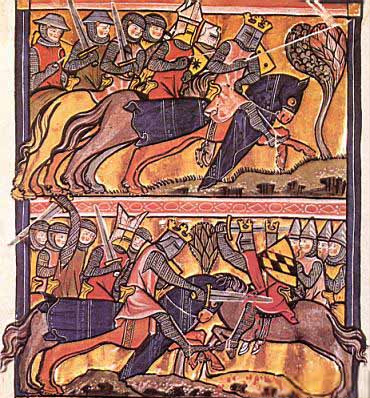
Questo manoscritto del XIII secolo mostra un'altezza approssimativa del cavallo medievale dell'epoca, notate le gambe dei cavalieri che si estendono ben al di sotto del torace dei cavalli.

Il cavallo più noto del medioevo europeo era il destriero destinato alla guerra. Tuttavia, la maggior parte dei cavalieri e degli uomini d'arme montavano cavalli più piccoli e più economici noti come corsieri e ronzini. Un nome generico comune per i cavalli da guerra medievali era "caricatore", era intercambiabile con gli altri termini e semplicemente indicava la bestia abile alla carica. In Spagna, il jennet era usato come monta per la cavalleria leggera.

#### Scelta e costo
Gli stalloni erano spesso usati come cavalli da guerra in Europa a causa della loro naturale aggressività e tendenze a sangue caldo. Un'opera del XIII secolo descrive i destrieri "mordere e calciare" sul campo di battaglia e, nel pieno della battaglia, i cavalli da guerra venivano spesso visti combattere tra loro. Tuttavia, l'uso delle giumente da parte dei guerrieri europei non può essere escluso semplicemente basandosi su riferimenti letterari, perché esse erano, per contro, il cavallo da guerra preferito dai Mori e dai Mongoli, due popolazioni "barbare" i cui contatti e scontri con la Cristianitas furono frequenti nel periodo medioevale nonché latori d'importantissimi spunti evolutivi.
I cavalli da guerra erano più costosi dei normali cavalli da sella e i destrieri i più apprezzati ma le cifre variano notevolmente da fonte a fonte. Ai destrieri vengono assegnati valori che vanno da 7 a 700 volte il prezzo di un normale cavallo. Venceslao II di Boemia montava un cavallo «valutato mille marchi» nel 1298. All'estremo opposto, un'ordinanza francese del 1265 stabilì che uno scudiero non poteva spendere più di venti marchi per un ronzino. Ci si aspettava che i cavalieri avessero almeno un cavallo da guerra (oltre a cavalli da sella e da soma), con alcuni documenti del tardo Medioevo che mostravano cavalieri che portavano ventiquattro cavalli in campagna. Cinque cavalli erano forse lo standard.

#### La controversia sulle dimensioni dei cavalli da guerra

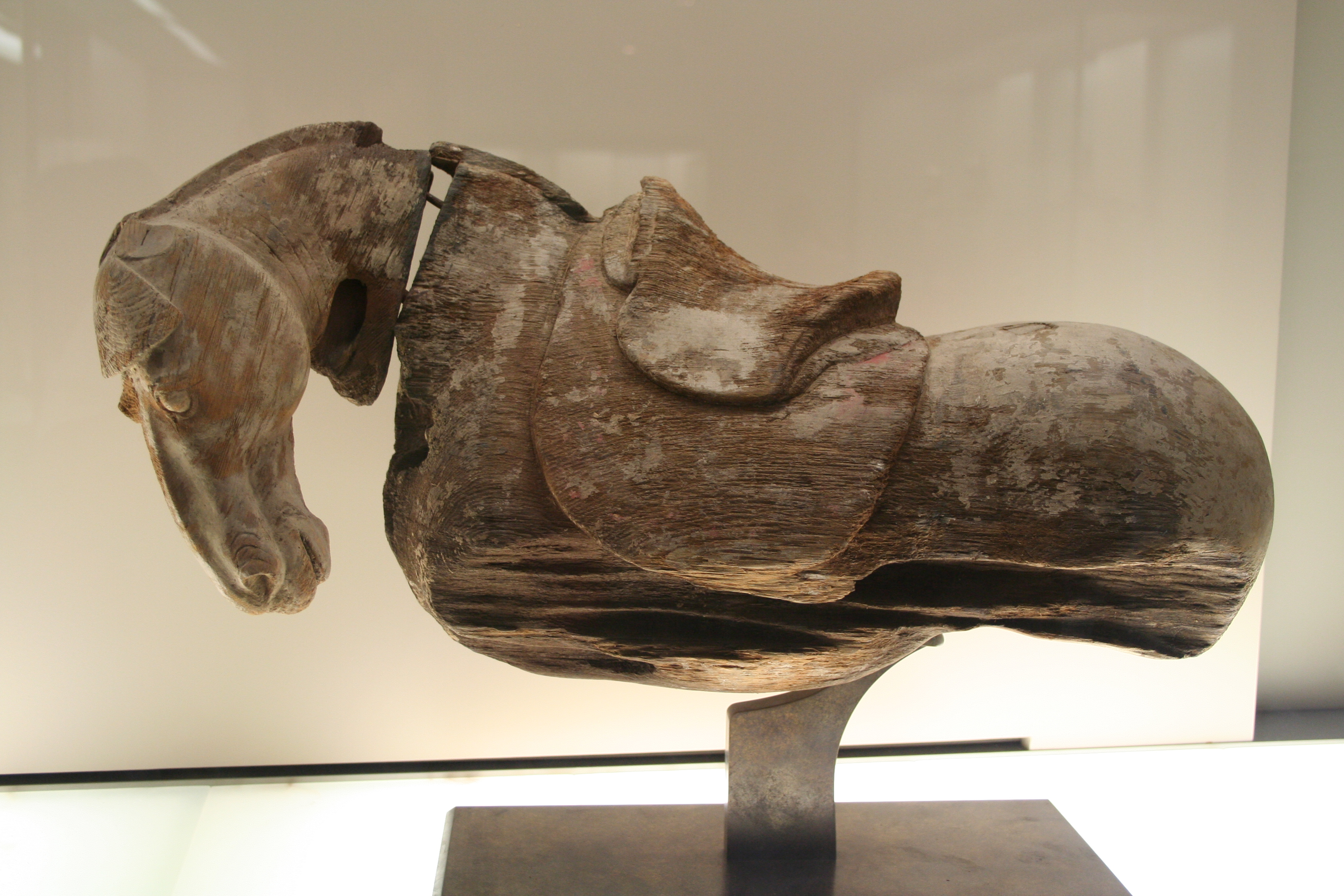
Figurina di cavallo in legno - dinastia Tang (Cina)

C'è una disputa nei circoli medievali sulle dimensioni del cavallo da guerra, con alcuni storici importanti che rivendicano una dimensione di 17 palmi, cioè quanto un moderno Shire. Tuttavia, ci sono ragioni pratiche per questa controversia. L'analisi delle barde conservate nelle Royal Armouries indica che l'equipaggiamento era originariamente indossato da cavalli di 15-16 palmi (152-163 cm) o all'incirca delle dimensioni e della corporatura di un moderno Field Hunter o di un normale cavallo da sella. La ricerca intrapresa dal Museum of London, utilizzando fonti letterarie, figurative e archeologiche, supporta cavalli militari di 14-15 palmi (142-152 cm) la cui differenza dai cavalli da sella stava nella forza e nell'abilità piuttosto che nelle dimensioni. Questa media non sembra variare molto durante il periodo medievale. I cavalli sembrano essere stati allevati in modo selettivo per aumentarne le dimensioni dal IX al X secolo e nel XI secolo il cavallo da guerra medio era probabilmente alto 14.2-15 palmi (147-152 cm), dimensione verificata da studi sui ferri di cavallo normanni e dalle raffigurazioni di cavalli sull'Arazzo di Bayeux. L'analisi dei trasporti a trazione equina suggerisce che i destrieri del XIII secolo fossero di corporatura tozza e non più alti di 15-15.2 palmi (152-157 cm). Tre secoli dopo, i cavalli da guerra non erano molto più grandi: le Royal Armouries usano una fattrice lituana da tiro pesante di 15.2 palmi (157 cm) come modello per le statue che mostrano varie armature di cavalli del XV-XVI secolo, poiché la forma del suo corpo era eccellente.

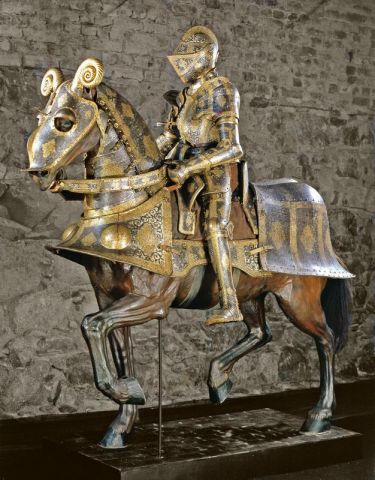
Armatura decorata del XVI secolo per cavallo e cavaliere - Armeria Reale di Stoccolma.

Forse uno dei motivi della convinzione diffusa che il cavallo da guerra medievale dovesse essere del tipo da tiro è l'ipotesi, ancora sostenuta da molti, che l'armatura medievale fosse pesante. Infatti, anche l'armatura da torneo più pesante (per i cavalieri) pesava poco più di 90 libbre (41 kg) e armature da campo (da guerra) 40 fino a 70 libbre (18 fino a 32 kg). La barda o armatura per cavalli raramente pesava più di 70 libbre (32 kg), anche perché il cuoio bollito rinforzato con un'imbottitura di paglia sembra esser stato più frequentemente impiegato del metallo e probabilmente con uguale efficacia. Tenendo conto del peso del cavaliere e di altre attrezzature, i cavalli possono trasportare circa il 30% del loro peso. Quindi tali carichi potrebbero certamente essere trasportati da un cavallo pesante da 1 200 fino a 1 300 libbre (540 fino a 590 kg) e non era pertanto necessario un cavallo da tiro.
Sebbene non sia necessario un grande cavallo per trasportare un cavaliere in armatura, alcuni storici ritengono che un grande cavallo fosse desiderabile per aumentare la potenza di un colpo di lancia. Tuttavia, esperimenti pratici condotti da rievocatori suggeriscono che peso e forza del cavaliere sono più rilevanti di quelli del cavallo dei quali solo una piccola parte viene trasferita alla lancia.
Ulteriori prove per un'altezza media di 14-16 palmi (da 56 fino a 64 pollici (140 fino a 160 cm) ) per il cavallo da guerra è che era motivo di orgoglio per un cavaliere poter saltare sul suo animale in armatura completa, senza toccare la staffa. Ciò non nasceva dalla vanità ma dalla necessità: se disarcionato durante la battaglia, un cavaliere sarebbe rimasto vulnerabile se non fosse in grado di montare da solo e in fretta. In realtà, ovviamente, un cavaliere ferito o stanco avrebbe dovuto affidarsi a uno scudiero vigile per assisterlo. Per inciso, l'armatura di un cavaliere serviva a proteggerlo in caso di caduta. Con i suoi lunghi capelli attorcigliati sulla testa per formare un'imbottitura elastica sotto il cappuccio di lino imbottito e l'elmo posto sopra, aveva una protezione per la testa non dissimile da un elmetto equestre moderno o un casco da bicicletta.

### Le crociate
Tra il 1097 e il 1300 l'Europa cristiana promosse otto crociate d'esito e fortune molto varie. I cavalieri in partenza per la Terra santa portarono con sé i loro cavalli: destrieri, corsieri, palafreni, ecc. Il tragitto poteva essere percorso via terra, seguendo il Danubio prima ed attraversando l'Anatolia poi, un percorso lungo e faticoso per gli animali, costretti, oltre alla marcia, a sostenere periodici addestramenti, o via mare, ove le bestie, bloccate nelle stive delle barche, s'indebolivano per la protratta immobilità. I cavalieri arrivavano pertanto in Terra Santa con destrieri non sempre fisicamente pronti alla battaglia. Inoltre, in un clima caldo e con il peso di armature e armamenti da trasportare, i cavalli sudano copiosamente e spesso sono nell'impossibilità di bere l'acqua che loro necessita. I cavalieri beduini indossano abiti larghi che li proteggano dal sole e non ostacolino i loro movimenti. Cavalcano cavalli arabi che con la loro vivacità consentono loro di eseguire rapide manovre o di coprire rapidamente grandi distanze.
Le Crociate riuniscono due culture equestri radicalmente diverse, i cavalieri cristiani caricano pesantemente e cercano di disarcionare i loro avversari, mentre i beduini cercano di fare a pezzi il nemico. I crociati apprezzarono rapidamente la velocità, la manovrabilità e la resistenza dei cavalli arabi. Tuttavia, questi non erano (e non sono) abbastanza forti per sostenere a lungo il peso del cavaliere corazzato a differenza dei destrieri. I cavalieri di ambo le parti hanno cambiato poco o nulla del loro modo di cavalcare e lo scambio culturale equestre fu, in ultima analisi, assente. I crociati, tuttavia, riportano in Europa alcuni cavalli arabi: es. Riccardo Cuor di Leone importò i primi arabi purosangue.

## Trasporti

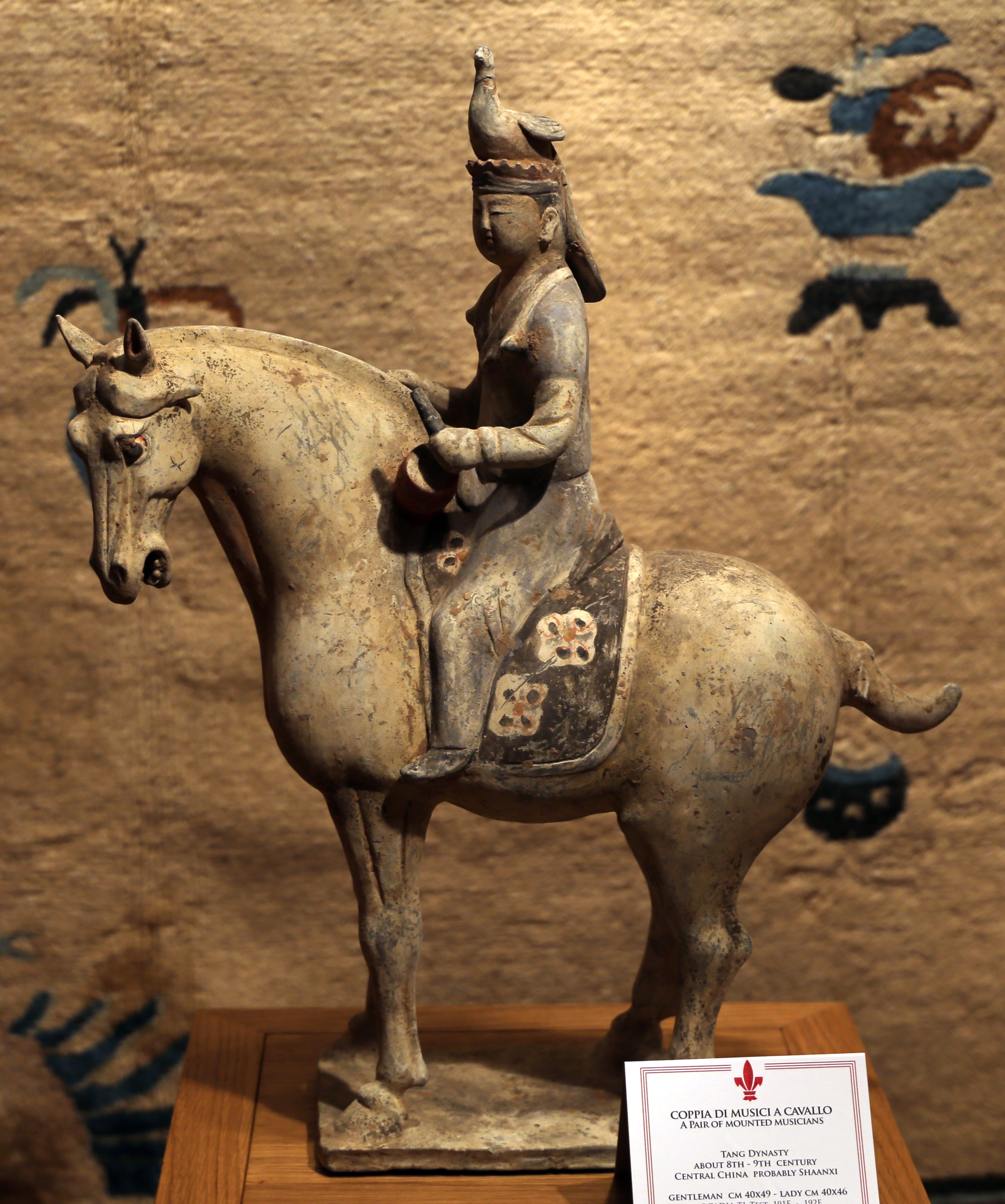
Un uccello su un uomo a cavallo - dinastia Tang (Cina)

Per tutto il Medioevo era consuetudine che persone di tutte le classi sociali viaggiassero, spesso molto. Le famiglie delle classi superiori e delle corti reali si spostavano tra manieri e tenute; le esigenze della diplomazia, della guerra e delle crociate portarono gli uomini in paesi lontani; i sacerdoti viaggiavano tra chiese, monasteri e formavano emissari a Roma; persone di tutte le classi andavano in pellegrinaggio o viaggiavano per trovare lavoro; altri viaggiavano per passatempo. La maggior parte delle persone intraprendeva piccoli viaggi a piedi e noleggiava cavalli per viaggi più lunghi. Per le classi superiori, il viaggio era accompagnato da grande sfarzo e spettacolo, con bei cavalli, grandi seguiti e magnifiche cavalcate per mostrare la loro ricchezza oltre che per garantirsi comfort personale: ad esempio, nel 1445, la casa reale inglese contava 60 cavalli nella stalla del re e 186 tenuti per carrozze e carretti.
Durante gran parte del Medioevo non esisteva un sistema di strade e ponti interconnessi. Sebbene parti d'Europa avessero ancora resti di strade romane, la maggior parte era caduta da tempo in rovina. A causa della necessità di percorrere lunghe distanze su strade incerte, si preferivano i cavalli d'andatura fluida e la maggior parte dei normali cavalli da sella erano di maggior valore se capaci di eseguire una delle andature a quattro tempi che coprono molto terreno note collettivamente come "ambio" rispetto al trotto più stridente.

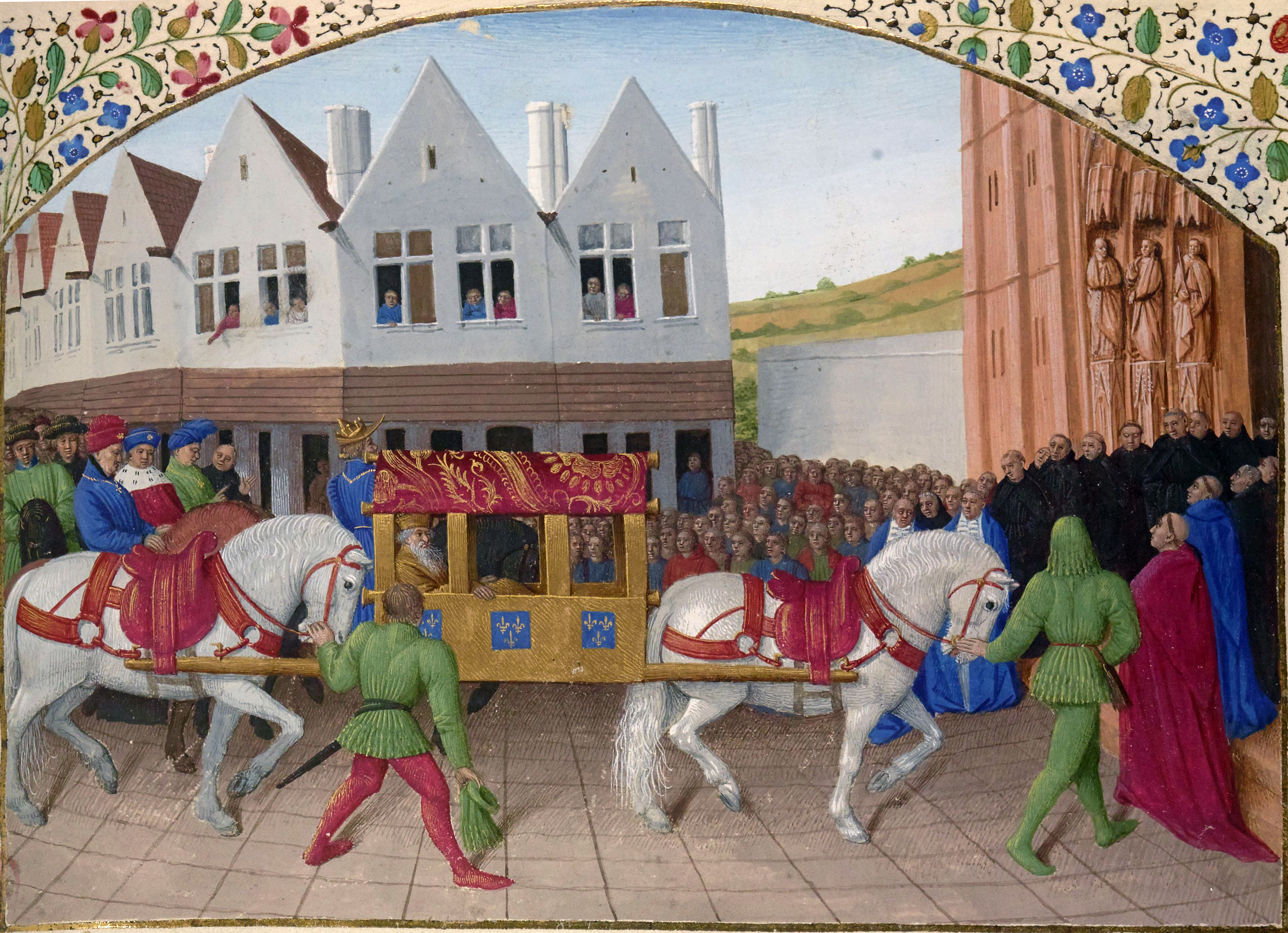
Una lettiera per cavalli

I treni di muli, per i viaggi terrestri, e le chiatte, per i viaggi fluviali e sui canali, erano la forma più comune di trasporto a lunga distanza, sebbene per i viaggi più brevi fossero utilizzati veicoli trainati da cavalli su ruote. Nelle aree con buone strade, erano istituiti servizi di trasporto regolari tra le principali città. Tuttavia, poiché le strade medievali erano generalmente scarse, le carrozze erano rare. Quando le strade lo consentivano, le prime carrozze furono sviluppate dai carri merci. Il viaggio in carrozza fu reso più confortevole alla fine del XIV secolo con l'introduzione del carro branlant, con sospensioni a cinghia.
La velocità di viaggio variava notevolmente. Grandi seguiti potevano essere rallentati dalla presenza di carri e lettighe dal ritmo lento, o da servi e assistenti a piedi, e raramente potevano percorrere più di quindici o venti miglia al giorno. Le piccole compagnie a cavallo potrebbero percorrere 30 miglia al giorno. Tuttavia, c'erano delle eccezioni: fermandosi solo per un cambio di cavalli a metà strada, Riccardo II d'Inghilterra una volta riuscì a percorrere le 70 miglia tra Daventry e Westminster in una notte.

Per scopi di allevamento, guerra e viaggio era necessario poter trasportare i cavalli. A tale scopo furono adattate e costruite barche per il loro trasporto: per esempio la Conquista normanna dell'Inghilterra da parte di Guglielmo il Conquistatore nel 1066 richiese il trasferimento di oltre 2000 cavalli dalla Normandia; durante un viaggio in Francia nel 1285-1286, Edoardo I d'Inghilterra traghettò oltre 1000 cavalli attraverso la Manica per fornire il trasporto al seguito reale.

### Cavalli da corsa/passeggio

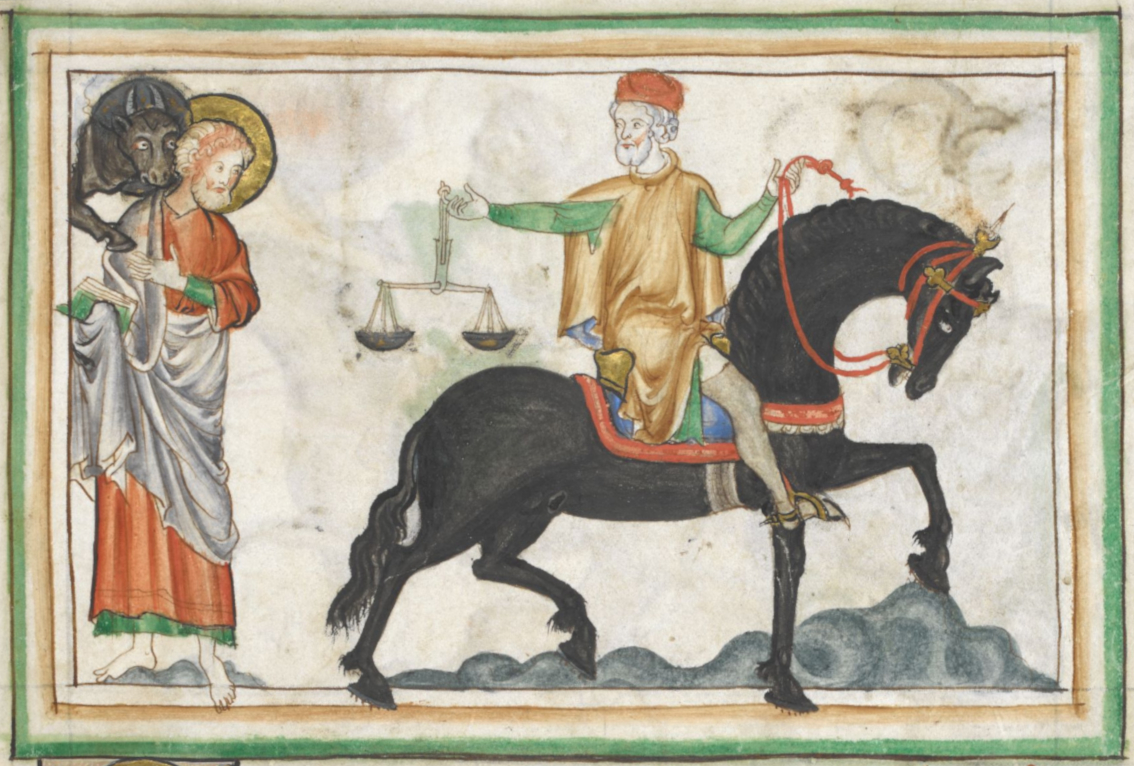
Una rappresentazione del XIII secolo di un cavallo da sella.

I cavalli da sella erano usati da una varietà di persone durante il Medioevo, e quindi variavano notevolmente in termini di qualità, dimensioni e allevamento. Cavalieri e nobili continuavano a cavalcare i loro treni da guerra, risparmiando i loro cavalli da guerra per la battaglia. I nomi dei cavalli si riferivano a un tipo di cavallo, piuttosto che a una razza. Molti cavalli sono stati nominati dalla regione in cui sono stati partoriti o dai loro immediati antenati. Ad esempio, in Germania, i cavalli ungheresi erano comunemente usati per cavalcare. I singoli cavalli erano spesso descritti dalla loro andatura (esempio: il trotto), dal loro colore o dal nome del loro allevatore.
Il cavallo da equitazione più tipico era noto come ronzino, piccolo e poco costoso. I migliori cavalli da sella erano i palafreni. Un'altra razza di cavallo fu sviluppata nel XIV secolo in Inghilterra chiamata hackney, da cui deriva il termine moderno "hack". Poiché l'hackney aveva un'andatura al trotto, non era considerata una monta comoda per la maggior parte degli scopi. Le donne a volte cavalcavano ronzini, palafreni o i piccoli jennets.

### Cavalli da soma e da tiro
Una varietà di cavalli da lavoro è stata utilizzata per tutto il Medioevo. Il cavallo da soma trasportava equipaggiamento e oggetti personali. I comuni cavalli da sella, spesso chiamati "hackney", potevano essere usati come some. I cavalli da traino trainavano carri per il commercio e il trasporto merci, nelle fattorie o come parte di una campagna militare. Questi cavalli da tiro erano più piccoli delle loro controparti moderne; prove pittoriche e archeologiche suggeriscono che robuste ma corte, circa 13-14 palmi (132-142 cm), e in grado di trasportare un carico da 500 fino a 600 libbre (230 fino a 270 kg) per cavallo. I carri a quattro ruote e i carri a due ruote erano più comuni in città, come Londra, e, a seconda del tipo di veicolo e del peso del carico, erano solitamente trainati da due, tre o quattro cavalli imbrigliati in tandem. A partire dal XII secolo, in Inghilterra l'uso dei buoi per trainare i carri fu gradualmente sostituito dall'uso dei cavalli, un processo che si protrasse per tutto il XIII secolo, per spostare le merci più velocemente e su distanze maggiori.

## Agricoltura

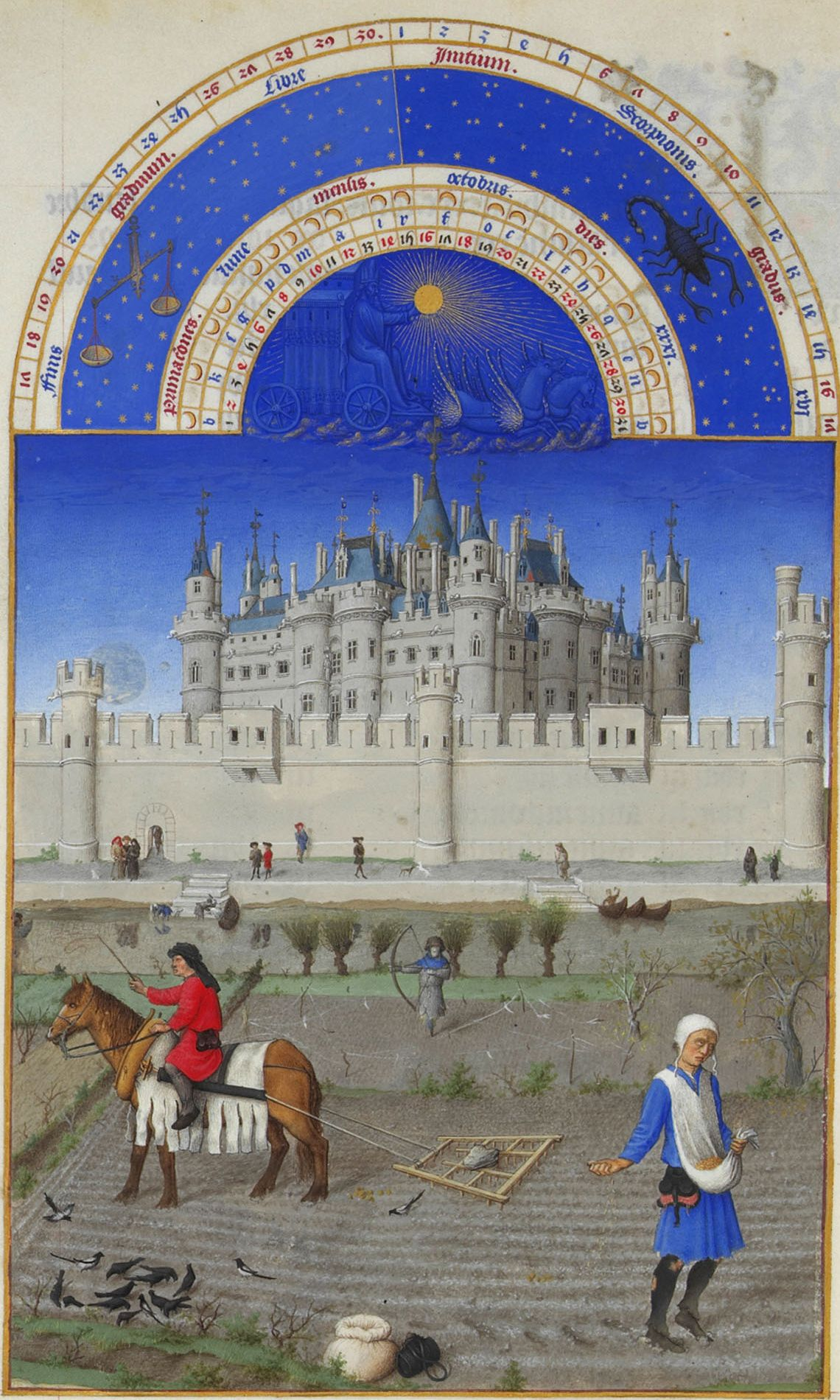
Cavallo con collare per sostenere il peso dell'erpice - ill. in Très riches heures du Duc de Berry, "Ottobre"

L'agricoltura della civiltà romana utilizzava un sistema agricolo di rotazione delle colture a due campi ma dal VIII secolo in poi divenne più comune un sistema a tre campi. Un campo sarebbe stato seminato con un raccolto invernale, il secondo con un raccolto primaverile e il terzo lasciato a maggese. Ciò ha permesso di coltivare una maggiore quantità di raccolto primaverile di avena, che forniva foraggio per i cavalli. Un altro progresso durante il Medioevo fu lo sviluppo dell'aratro pesante a versoio, che consentiva di lavorare facilmente terreni densi e pesanti; questa tecnologia richiedeva l'uso di squadre più grandi di animali da tiro inclusi buoi e cavalli, nonché l'adozione di campi più grandi. In particolare dopo il XII secolo, l'aumento dell'uso sia del collare sia dei ferri di cavallo (v.si Equipaggiamento) ha consentito di dirigere la potenza in modo più efficiente. Le squadre di cavalli di solito erano quattro cavalli, o forse sei, rispetto a otto buoi, e il numero inferiore compensava il fatto che i cavalli avevano bisogno di essere nutriti con grano sopra il pascolo, a differenza dei buoi. La maggiore velocità dei cavalli consentiva anche di arare più terra in un giorno, con una squadra di otto buoi che aravano in media mezzo acro al giorno, ma una squadra di cavalli faceva una media di un acro intero al giorno.
Per i lavori agricoli, come l'aratura e l'erpicatura, i cavalli da tiro utilizzati per questi scopi erano, in Inghilterra, chiamati affers e stotts (da affrus e stottus nel latino medievale). Questi cavalli erano generalmente più piccoli ed economici del cavallo da sella. La differenza tra affers e stotts era in gran parte nominale. I documenti inglesi medievali del sud-est dell'Inghilterra e dell'East Anglia usano tipicamente il termine "stott", mentre "affer" è usato nei documenti del resto del paese. Mentre i buoi erano tradizionalmente utilizzati come animali da lavoro nelle fattorie, i cavalli iniziarono ad essere utilizzati in numero maggiore dopo lo sviluppo dell'apposito collare (v.si Equipaggiamento). A volte buoi e cavalli venivano imbrigliati insieme. Il passaggio dai buoi ai cavalli per il lavoro agricolo è stato ben documentato dalle fonti iconografiche (es. già nell'Arazzo di Bayeux) ed è anche evidente dal passaggio dal sistema romano di rotazione delle colture a due campi a un nuovo sistema a tre campi che ha aumentato la coltivazione di colture foraggere (prevalentemente avena, orzo e fagioli). I cavalli venivano usati anche per lavorare i raccolti; erano usati per far girare le ruote nei mulini e trasportare i raccolti al mercato. Il passaggio alle squadre trainate da cavalli significava anche un cambiamento negli aratri, poiché i cavalli erano più adatti a un aratro a ruote, a differenza dei buoi.
Contrariamente a un'idea tenace e diffusa, il cavallo da tiro non fu spietatamente sfruttato dai contadini medievali: l'animale era anzi oggetto di cure attente ed era pienamente integrato nella cerchia familiare. La sua diffusione nel mondo agricolo bassomedievale fu comunque disomogenea e richiese diversi secoli. In Francia, il possesso d'un cavallo da parte di contadini e paesani sembrerebbe essere stato molto raro almeno fino a tutto l'XI secolo, rimanendo a lungo appannaggio di monaci ed aristocratici. Fu nell'Europa centrale e settentrionale che il cavallo fu adottato diffusamente dalla classe lavoratrice rurale al principio del XIII secolo, sia per l'aratura sia per le opere di disboscamento. La comparsa del cavallo nel mondo contadino a sud della Loira è più tardiva.

## Equipaggiamento equestre e innovazioni tecnologiche
Lo sviluppo della tecnologia equestre procedette di pari passo allo sviluppo dell'ippicoltura. I cambiamenti nell'organizzazione militare altomedievale legati al nuovo uso della cavalleria pesante, poi ratificati nel Basso Medioevo, si basarono sull'arrivo della staffa, della sella semi-rigida e del ferro di cavallo da altre culture. In generale, il perfezionamento dell'equipaggiamento equestre si dovette all'evoluzione delle tecniche di combattimento e al ruolo ricoperto dal cavaliere in guerra.

### Ferro di cavallo
In epoca medievale, l'uso del ferro di cavallo divenne comune in tutta Europa. Il suo sviluppo consentì viaggi più lunghi e veloci a cavallo, in particolare nelle terre più umide del nord Europa, e fu utile per garantire lo svolgimento di campagne militari su terreni diversi. Fornendo protezione e supporto, i ferri da cavallo hanno migliorato l'efficienza dei cavalli da tiro. Sebbene i romani avessero sviluppato un «ipposandalo» di ferro che assomigliava a uno stivale, c'è molto dibattito sulle reali origini del ferro di cavallo chiodato, sebbene sembri essere di origine europea. Ci sono poche prove di zoccoli ferrati prima del 500 o 600 d.C., anche se si ipotizza che i Galli siano stati i primi a usare ferri di cavallo di metallo. La prima chiara testimonianza scritta di ferri di cavallo in ferro è un riferimento a "ferri a forma di mezzaluna e ai loro chiodi" in un elenco di equipaggiamento di cavalleria del 910. Ulteriori prove archeologiche suggeriscono che furono usate in Siberia durante il IX e X secolo e si diffusero a Bisanzio subito dopo; nell'XI secolo, i ferri di cavallo erano comunemente usati in Europa. Quando iniziarono le Crociate, nel 1096, i ferri di cavallo erano diffusi e frequentemente menzionati in varie fonti scritte.

### Sella
La sella con un albero massiccio forniva una superficie di appoggio per proteggere il cavallo dal peso del cavaliere. Ai romani viene attribuita l'invenzione della sella ad albero massiccio, forse già nel I secolo a.C., ed era diffusa nel II secolo d.C. Le selle altomedievali assomigliavano alla sella romana "a quattro corna" e venivano usate senza staffe. Lo sviluppo del solido albero della sella è stato significativo: sollevava il cavaliere sopra la schiena del cavallo e ne distribuiva il peso, riducendo la pressione su qualsiasi parte della schiena del cavallo, aumentando così notevolmente il comfort del cavallo e prolungandone la "vita utile". I cavalli potevano così portare più peso distribuito grazie al solido albero della sella. Ciò permise anche l'evoluzione di un sedile più strutturato per dare al cavaliere una maggiore sicurezza in sella. Dal XII secolo in poi, la sella da guerra "alta" divenne più comune, fornendo protezione e maggiore sicurezza. L'arcione aggiunto alla sella consentiva ai cavalieri di usare la lancia in modo più efficace.

### Barda e gualdrappa
Sotto la sella, a volte, venivano fatte indossare al cavallo gualdrappe o sotto-sella che potevano essere decorati o ricamati con i colori e gli stemmi araldici del cavaliere. La gualdrappa è il pezzo di stoffa che copre il cavallo per proteggerlo dai colpi di spada e dalle frecce a livello delle gambe, del collo e del petto. Pertanto, le prime coperture di guerra sono più lunghe davanti che dietro. La copertura toracica avvolge la testa del cavallo sopra le narici, con due fori per gli occhi. Le orecchie possono essere scoperte o protette. La gualdrappa è doppiata a livello della scollatura e della groppa. Se ne registra l'uso dagli Anni 1220.
I cavalli da guerra potevano essere dotati di coperture supplementari, coperte e pezzi d'armatura denominate collettivamente Barda, i cui scopi potevano essere a un tempo protettivi e/o decorativi. Le prime forme di armatura per cavalli, solitamente limitate ai tornei, comprendevano pezzi di cuoio imbottiti, ricoperti da un trapper (un panno decorato), che non era particolarmente pesante. Occasionalmente venivano usate anche armature di maglia e piastre; ci sono riferimenti letterari all'armatura per cavalli (una "coperta di ferro") a partire dalla fine del XII secolo.

### Staffa
La sella massiccia consentiva un uso efficace della staffa. La staffa fu sviluppata in Cina e lì ampiamente utilizzata nel 477, nel complesso panorama politico-militare delle c.d. "Dinastie del Nord e del Sud". Nel VII secolo, principalmente a causa degli invasori nomadi provenienti dall'Asia centrale, questa volta gli Avari la cui minaccia sarebbe stata stroncata solo nell'VIII secolo da Carlo Magno, le staffe arrivarono in Europa, e i cavalieri europei le adottarono nell'VIII secolo. La più antica fonte iconografica raffigurante la staffa risale a un manoscritto della fine del IX secolo, conservato nell'Abbazia di San Gallo.
L'aumento dell'uso della staffa dall'VIII secolo in poi aiutò la stabilità e la sicurezza del guerriero in sella durante il combattimento: tra gli altri vantaggi, le staffe fornivano maggiore equilibrio e sostegno al cavaliere, il che consentiva al guerriero in sella di usare la spada in modo più efficiente senza cadere, soprattutto quando combatteva contro la fanteria. Ciò potrebbe aver portato a un maggiore uso di tattiche d'urto, sebbene una lancia da cavalleria potesse essere utilizzata efficacemente senza staffe. In particolare, Carlo Martello riconobbe il potenziale militare della staffa e distribuì le terre conquistate ai suoi servitori a condizione che adottassero per lui il nuovo modo di combattere.
Una teoria nota come "Grande controversia della staffa" sostiene che i vantaggi in guerra derivanti dall'uso della staffa portarono alla nascita del feudalesimo stesso. Altri studiosi, tuttavia, contestano questa affermazione, suggerendo che le staffe fornissero pochi vantaggi nella guerra d'urto, essendo utili principalmente per consentire a un cavaliere di inclinarsi più a sinistra e a destra sulla sella durante il combattimento e, ancor più semplicemente, per ridurre il rischio di caduta. Pertanto, si obietta che esse non siano la ragione dell'emergere della cavalleria a forza dominante negli eserciti medievali né che possano essere interpretate quale chiave dell'emergere del feudalesimo.

### Briglie, morsi e redini

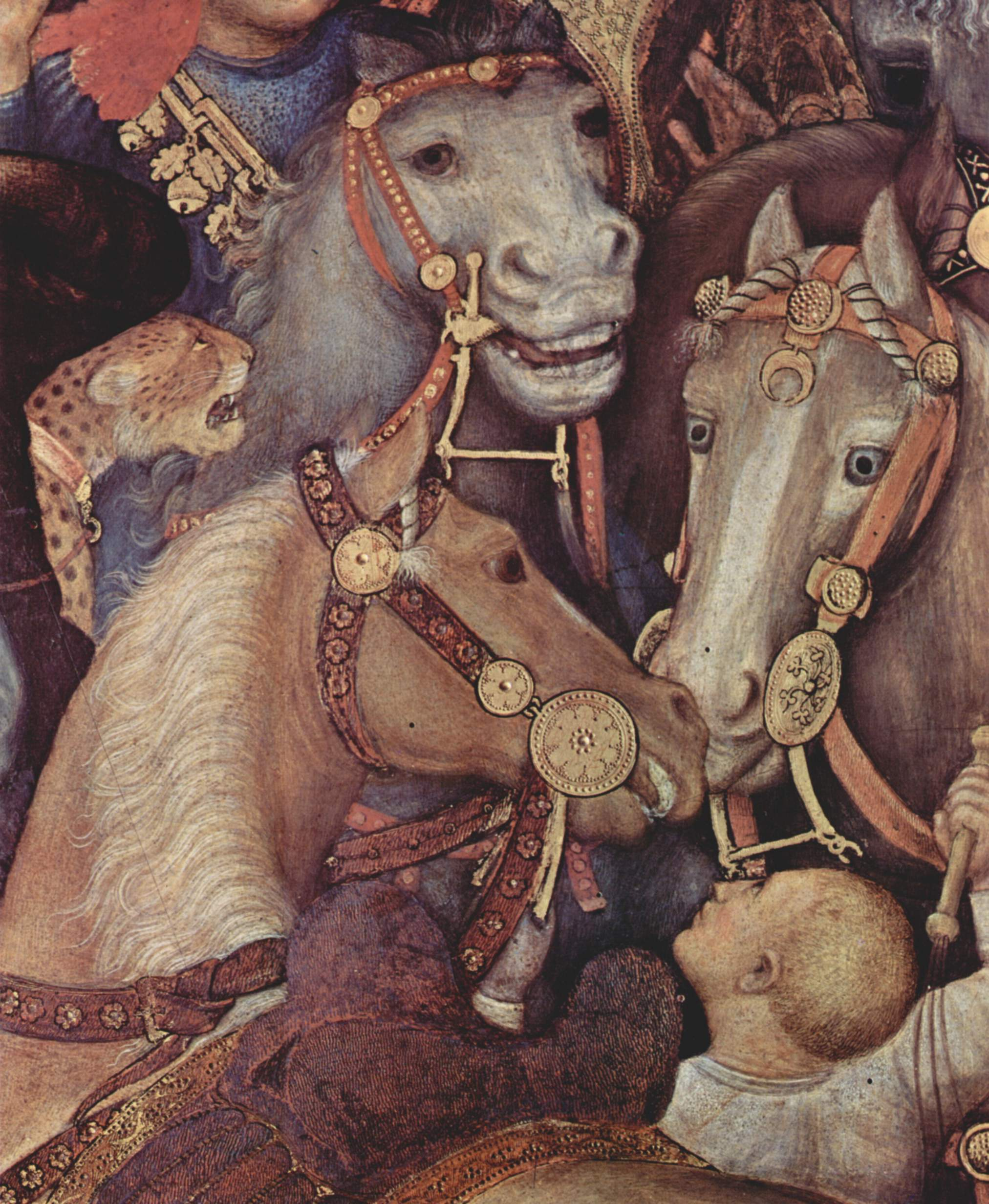
Adorazione dei Magi (PARTICOLARE), Gentile da Fabriano, 1423 - si apprezza la ricchezza decorativa di briglie, morsi e redini dei cavalli.

C'era una varietà di copricapo usati per controllare i cavalli, prevalentemente testiere con disegni assortiti di morsi. Molti dei morsi usati durante il Medioevo assomigliano al bradoon, al filetto e al morso che sono ancora di uso comune oggi. Tuttavia, spesso erano decorati in misura maggiore: gli anelli o i gambi del morso erano spesso ricoperti da grandi "borchie" ornamentali. Alcuni disegni erano anche più estremi e severi di quelli usati oggi. Il morso era noto durante il periodo classico, ma non fu generalmente utilizzato durante il Medioevo fino alla metà del XIV secolo. Alcuni stili di filetto usati durante il Medioevo avevano la guancia inferiore estesa, alla maniera del moderno filetto a mezza guancia o a guancia intera. Fino alla fine del XIII secolo, le briglie avevano generalmente un solo paio di redini; dopo questo periodo divenne più comune per i cavalieri l'uso di due paia di redini, simili a quella delle moderne briglie doppie, e spesso almeno una paia veniva decorata.

### Speroni
Gli speroni furono comunemente usati durante tutto il periodo medievale, soprattutto dai cavalieri, con i quali erano regolarmente associati. Si diceva che un giovane avesse "vinto i suoi speroni" quando otteneva il titolo di cavaliere. I ricchi cavalieri indossavano spesso speroni decorati e filigranati. Attaccati al tallone del cavaliere mediante cinghie, gli speroni potevano essere utilizzati sia per incoraggiare i cavalli ad avanzare rapidamente sia per dirigere il movimento laterale. I primi speroni avevano un gambo corto o "collo", posizionando la rotella relativamente vicino al tallone del cavaliere. Successivi sviluppi hanno allungato il collo, rendendo più facile toccare il cavallo con meno movimento delle gambe da parte del cavaliere.

### Collare ed altre imbracature per il traino

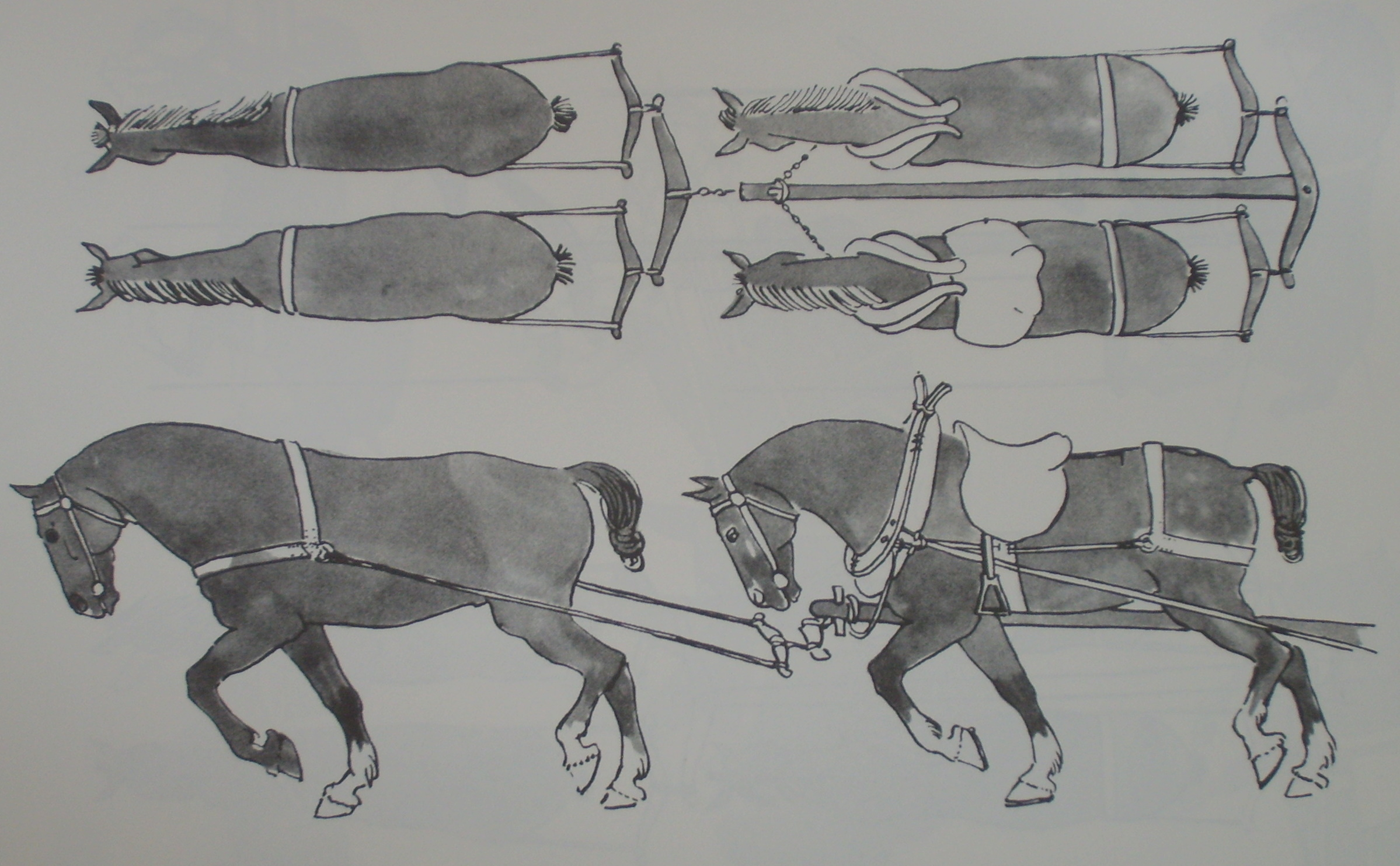
Ill. di una squadra di cavalli medievali da tiro: la coppia di testa ha il pettorale; la coppia di coda il collare; si noti che un cavallo è sellato.

Uno sviluppo significativo che aumentò l'importanza e l'uso dei cavalli finiti, in particolare per l'aratura e altri lavori agricoli, fu il collare del cavallo. Inventato in Cina durante il V secolo, il collare equino arrivò in Europa durante il IX secolo e vi si diffuse entro il XII secolo. Permetteva ai cavalli di tirare un peso maggiore di quello che potevano fare quando attaccati a un veicolo per mezzo di gioghi o pettorali usati in passato. Il giogo era progettato per i buoi e non adatto all'anatomia dei cavalli, richiedeva ai cavalli di tirare con le spalle piuttosto che usare la forza dei quarti posteriori. Imbrigliati in questo modo, le squadre di cavalli non potevano trainare più di 500 kg. L'imbracatura in stile corazza che aveva cinghie piatte sul collo e sul petto dell'animale, sebbene utile per trainare veicoli leggeri, era di scarsa utilità per lavori pesanti. Queste cinghie premevano contro il muscolo sterno-cefalico e la trachea dell'animale, limitandone la respirazione e riducendone la forza di trazione. Due cavalli imbrigliati con un'imbracatura per il pettorale erano limitati a trainare un totale combinato di circa 1 100 libbre (500 kg). Al contrario, il collare del cavallo poggiava sulle spalle dei cavalli e non impediva la respirazione. Ha permesso a un cavallo di usare tutta la sua forza, spingendo in avanti con i quarti posteriori nel colletto piuttosto che tirare con le spalle. Con il collare, un cavallo poteva fornire una forza lavoro piede-libbra/secondo del 50% superiore a quella di un bue, perché muoveva a una velocità maggiore, oltre ad avere resistenza e resilienza maggiori (più ore di lavoro giornaliere). Un singolo cavallo con il nuovo, efficiente collare poteva trasportare un peso di circa 1 500 libbre (680 kg).
Un ulteriore miglioramento derivò dalla disposizione delle squadre: attaccando i cavalli uno dietro l'altro e non uno accanto all'altro il peso era distribuito in modo più uniforme e la forza di trazione aumentata. Questo aumento della potenza dei cavalli è dimostrato nei resoconti degli edifici di Troyes che mostrano carrettieri che trasportano pietra dalle cave 50 miglia (80 km) distante; i carri pesavano, in media, 5 500 libbre (2 500 kg), su cui 5 500 libbre (2 500 kg) di pietra veniva regolarmente caricata, a volte aumentando a 8 600 libbre (3 900 kg) – un aumento significativo rispetto ai carichi di epoca romana.

## Mestieri e professioni legate al cavallo
Sorsero un gran numero di mestieri e posizioni per garantire la gestione e la cura adeguate dei cavalli. I mestieri equestri medievali sono spesso diversi dai mestieri moderni. Accanto a mestieri che si sono mantenuti, come quello di maniscalco, ve ne sono altri specifici del periodo, in particolare quello di cavaliere, maresciallo e ippiatra (antenato del moderno veterinario specializzato nella cura dei cavalli).

### Cavaliere
Il cavallerizzo d'élite del Medioevo era il cavaliere. Generalmente cresciuto dalle classi medie e alte, il cavaliere era addestrato fin dall'infanzia nelle arti della guerra e nella gestione del cavallo. Nella maggior parte delle lingue, l'etimo "cavaliere" riflette oggi il suo status di gentiluomo: il cavaliere italiano, il chevalier francese, il caballero spagnolo e il tedesco Ritter. La parola francese per "padronanza dei cavalli", chevalerie, ha dato il nome al più alto concetto di Cavalleria medievale, legato agli alti valori di rispettabilità ed onorabilità. Tuttavia, la percezione letteraria dei cavalieri arturiani suggerisce che i valori proposti nei romanzi dovevano essere molto diversi dalla realtà del XIII secolo.

### Maresciallo e Conestabile
Nelle famiglie aristocratiche, il maresciallo] era responsabile di tutti gli aspetti relativi ai cavalli: la cura e la gestione di tutti i cavalli, dai destrieri ai cavalli da soma, nonché tutta la logistica del viaggio. La posizione di maresciallo (letteralmente "servitore di cavalli") era di alto livello nei circoli di corte e il maresciallo del re (come il conte maresciallo in Inghilterra) era anche responsabile della gestione di molte questioni militari. All'interno delle grandi famiglie era presente anche il conestabile (lett. "conte della stalla"), che era responsabile della protezione e del mantenimento dell'ordine all'interno della famiglia e comandava la componente militare e, con i marescialli, poteva organizzare hastiludes e altri eventi cavallereschi. All'interno dei gruppi sociali inferiori, il "maresciallo" fungeva da maniscalco: fabbricava e montava ferri di cavallo, si prendeva cura dello zoccolo e forniva cure veterinarie generali ai cavalli; per tutto il Medioevo si fece una distinzione tra il maresciallo e il fabbro, il cui lavoro era più limitato.

### Ippiatra
La cura dei cavalli (ippiatria) costituisce un sapere tradizionalmente ereditato dagli ippiatri greci e arabi. L'antica eredità rende antichi trattati, compreso l'uso di formule magiche, autorevoli per secoli.
Gli ippiatri erano probabilmente in grado di individuare le malattie degli equini ma non di spiegarne le cause, rendendo improbabile l'efficacia dei loro rimedi. La posologia dettagliata in questi trattati comprende pozioni, decotti, infusi, unguenti e cataplasmi, rimedi ancor oggi valutati come attendibili insieme ad altri «del tutto fantasiosi.» Gli ippiatri possono ricorrere ad altri metodi, come la preghiera. La medicina veterinaria progredì molto poco in Occidente durante il Medioevo, contrariamente a ciò che si osserva contemporaneamente in Oriente.

### Altri mestieri
Un certo numero di commercianti si occupava della fornitura di cavalli. Commercianti di cavalli (spesso chiamati "corsieri di cavalli" in Inghilterra) comprava e vendeva cavalli, e spesso aveva la reputazione di figure disoneste, responsabili del vivace commercio di cavalli rubati. Altri, come gli "hackneymen", offrivano cavalli a noleggio, e molti formavano grandi stabilimenti su strade trafficate, spesso marchiando i loro cavalli per scoraggiare i furti.

## Donne e cavalli

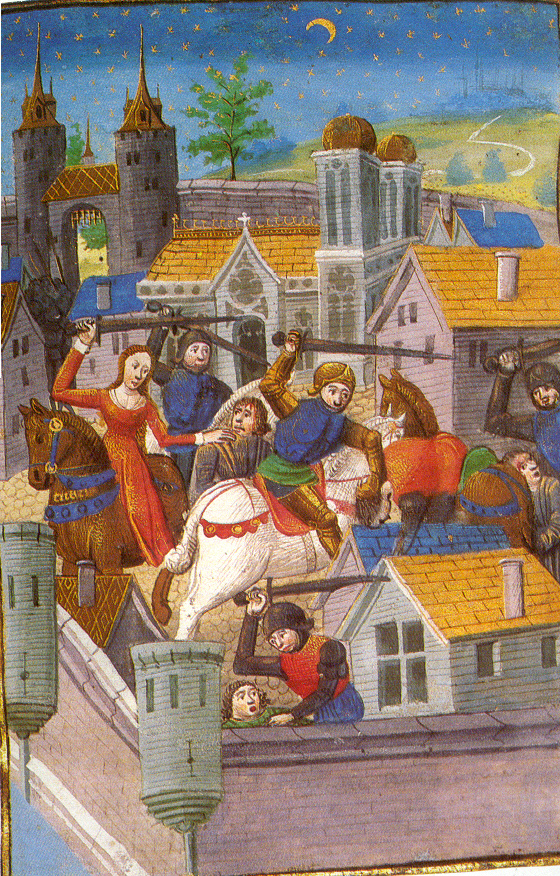
Gruppi di armati a cavallo tra cui un'amazzone a cavalcioni - ill. da (...).

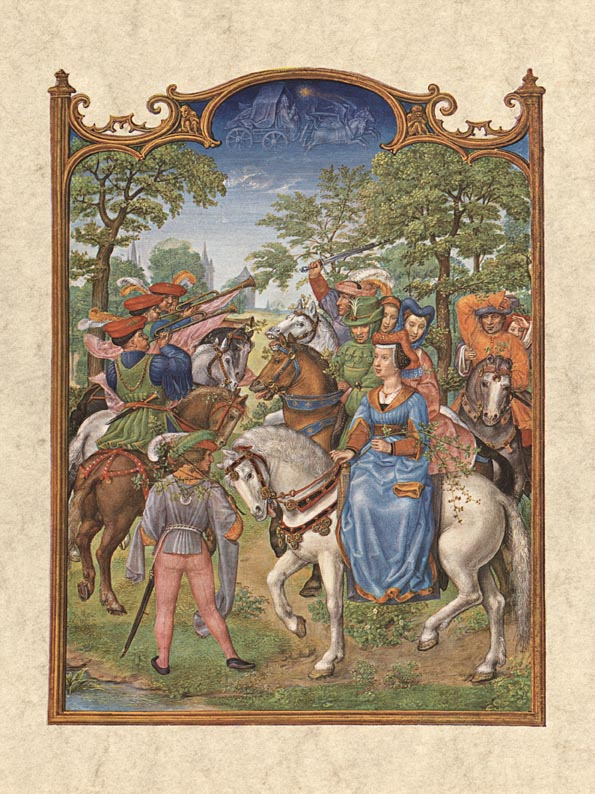
Cavallerizzi tra cui una dama su una delle prime selle laterali - disegno di Anna di Boemia (1366-1394) - Gerard Horenbout, XVI secolo.

Durante il Medioevo, non era raro che una ragazza imparasse il mestiere del padre e che una donna condividesse il mestiere del marito, poiché l'intera famiglia spesso aiutava a gestire botteghe e fattorie medievali. Molte corporazioni accettavano anche l'adesione delle vedove, in modo che potessero continuare l'attività del marito. In base a questo sistema, alcune donne si addestravano in mestieri legati ai cavalli e ci sono registrazioni di donne che lavoravano come maniscalchi e sellai. Nelle fattorie, dove era necessaria ogni mano, l'enfasi eccessiva sulla divisione del lavoro era impraticabile e le donne spesso lavoravano a fianco degli uomini (nelle proprie fattorie o come aiuto salariato), guidando i cavalli e i buoi della fattoria e gestendo la loro cura.
Nonostante le difficoltà di viaggio, era consuetudine per molte persone, comprese le donne, percorrere lunghe distanze. Le mogli dell'alta borghesia accompagnavano spesso i loro mariti alle crociate o ai tornei, e molte donne viaggiavano per impegni sociali o familiari; sia le suore che le laiche compivano pellegrinaggi. Quando non erano a piedi, le donne di solito viaggiavano a cavallo o, se indebolite o inferme, venivano trasportate su un carro o su una lettiga. Se le strade lo permettevano, le donne a volte viaggiavano nelle prime carrozze sviluppate da carri merci, trainate da tre o quattro cavalli. Dopo l'invenzione di migliori sistemi di sospensione, viaggiare in carrozza divenne più confortevole. Le donne della nobiltà cavalcavano anche per attività ludiche, come la caccia, accompagnando gli uomini.
La maggior parte delle donne medievali cavalcava a cavalcioni. Sebbene una prima sella laterale simile a una sedia con manici e poggiapiedi fosse disponibile nel XIII secolo e consentisse alle donne della nobiltà di cavalcare indossando abiti elaborati, non furono universalmente adottate durante il Medioevo. Ciò era in gran parte dovuto al posto insicuro che offrivano, che richiedeva che un cavallo dall'andatura regolare fosse guidato da un altro conduttore. La sella laterale non divenne pratica per la guida quotidiana fino allo sviluppo nel XVI secolo del corno con pomo che consentiva a una donna di agganciare la gamba attorno alla sella e quindi utilizzare le redini per controllare il proprio cavallo. Anche allora, l'equitazione rimase un'attività precaria fino all'invenzione del secondo "corno che salta" nel XIX secolo.
Non era ignoto alle donne medievali cavalcare cavalli da guerra e prendere parte alla guerra. Giovanna d'Arco è probabilmente la più famosa guerriera del periodo medievale, ma ce ne furono molte altre, tra cui Matilde d'Inghilterra (1102-1167) che, in armatura e a cavallo, guidò un esercito contro il cugino Stefano d'Inghilterra, e la di lui moglie Matilde di Boulogne nel XII secolo. La scrittrice quattrocentesca Christine de Pizan consigliava alle donne aristocratiche di «conoscere le leggi delle armi e tutte le cose relative alla guerra, sempre pronte a comandare i suoi uomini se ce n'è bisogno.»

## Cavallo ed educazione
Nel suo Libro dell'Ordine della Cavalleria degli anni 1274-1276, il filosofo Raimondo Lullo raccomanda che i gentiluomini s'assicurino che i loro figli imparino a cavalcare fin dalla tenera età, oltre a prendersi cura dei loro animali. Questa pratica era molto diffusa a giudicare dal notevole numero di re e nobili che regalavano cavalli ai propri figli piccoli: per esempio il futuro Duca di Borgogna, Giovanni (r. 1371-1419) ricevette dal padre Filippo II, un puledro bianco quando aveva tre anni; il puledro fu sostituito da un piccolo mulo quando aveva cinque anni e poi da un ambio per i suoi sei anni; suo padre alla fine ordinò che gli comprassero un cavallo da sella a Parigi.

## Trattati d'ippiatria, ippicoltura ed equitazione
A partire dal Medioevo circolarono ampiamente testi antichi come quelli di Ierocle che furono tradotti in latino da Bartolomeo da Messina con il titolo di De curatione equorum a metà del XIII secolo, quelli di Eroteo le cui opere sono incluse nel Corpus Ippocratico tradotte dall'arabo di Moisè di Palermo nel XIII secolo.
Scritti riguardanti la cura e l'allevamento dei cavalli sono spesso inseriti in opere di carattere enciclopedico. Ad esempio, Geoponica, un'opera generale sull'agronomia, compilata a Costantinopoli durante il regno del basileus Costantino VII Porfirogenito (X secolo), tratta nel libro sedici dell'allevamento, della cura e dell'alimentazione di cavalli, asini e cammelli. Lo stesso vale per il De animalibus di Alberto Magno (1206-1280), il De rerum proprietatibus di Bartolomeo Anglico (XIII secolo) ed il Ruralium Commodorum libri XII scritto nel 1304 da Pietro de' Crescenzi.
Il trattato di ippicoltura ed equitazione di Giordano Ruffo di Calabra, Miles in Marestalla, scritto intorno al 1250 su commissione dell'imperatore Federico II (r. 1220-1250), ebbe ampia diffusione in tutta Europa. Si compone di sei libri: i primi quattro riguardano l'allevamento, l'alimentazione, la riproduzione, l'igiene, la doma e l'addestramento, i morsi ed i finimenti e la costituzione fisica del cavallo; gli ultimi due libri sono un prontuario di ippiatria che descrive le malattie del cavallo.

## Nell'arte e nella letteratura

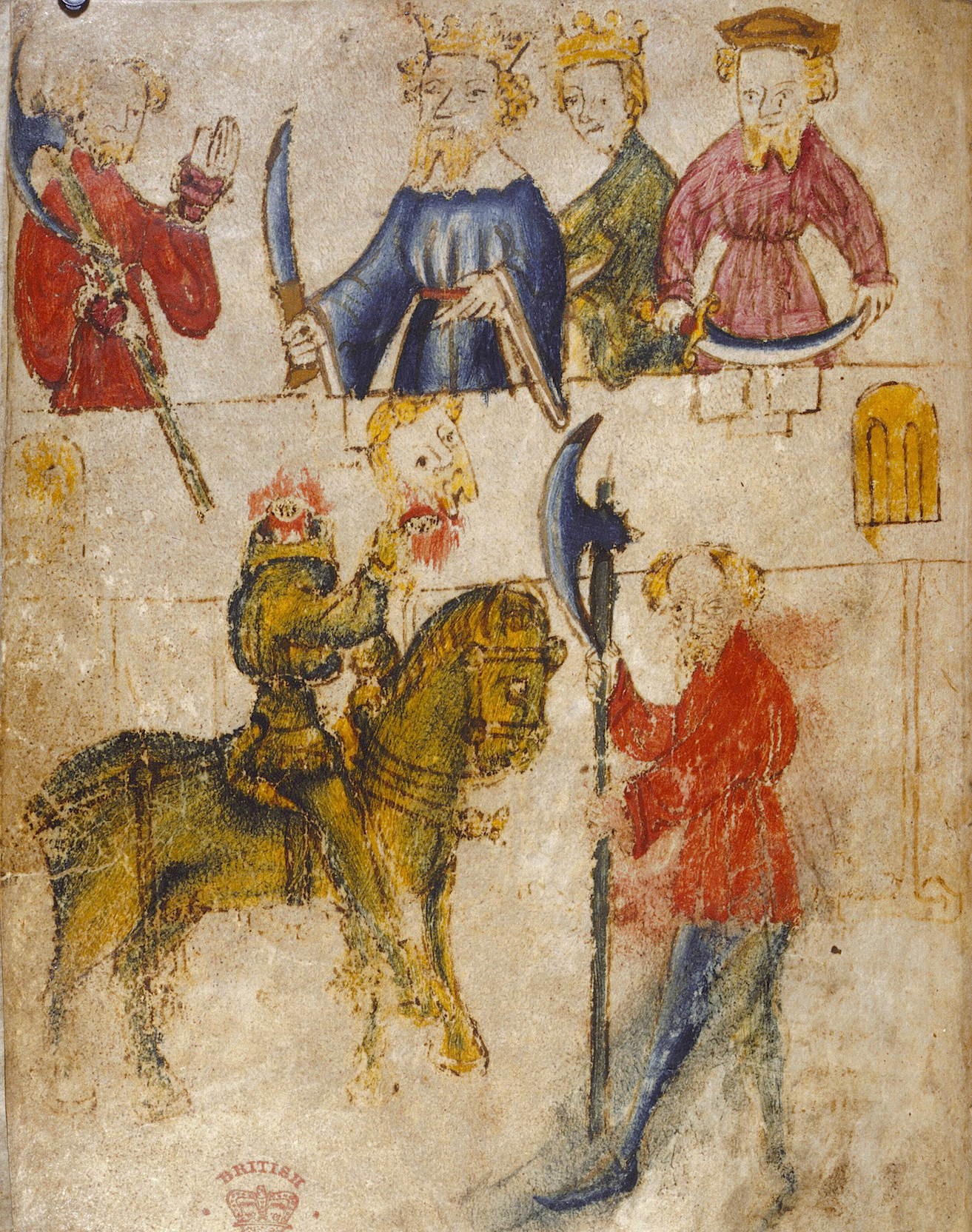
Miniatura medievale raffigurante Sir Gawain e il Cavaliere Verde.

La letteratura medievale, in particolare il ciclo carolingio, le chansons de geste e il ciclo arturiano, celebra l'eccezionalità dei cavalli da guerra di eroi, re e paladini tanto quanto i loro cavalieri. Le prime opere della letteratura medievale, però, danno poco valore a questo animale, come Vegliantino, cavalcatura del Paladino Orlando, che è molto meno messo in risalto rispetto, ad esempio, alla spada Durlindana. Del pari, molti degli altri cavalli citati nella Canzone di Orlando hanno appunto un nome ma il loro ruolo rimane relativamente oscuro. Questa bassa valutazione del cavallo in letteratura fino al XIII secolo è probabilmente dovuta alla censura della Chiesa Cattolica Romana, che fece passare il cavallo per un animale diabolico per combattere contro la sopravvivenza delle tradizioni pagane che santificano l'animale.
Nei romanzi di Chrétien de Troyes, il cavallo simboleggia l'inizio di un'avventura: per esempio Erec sceglie un cavallo e una spada «seguendo un impulso creativo che lo conduce verso la propria realizzazione» ed inizia così il suo viaggio iniziatico verso il potere e la purezza.
I trovatori menzionano ampiamente il cavallo nelle loro composizioni, attribuendogli talvolta un nome e specifiche qualità come il colore. Nelle chansons de geste l'equino interpreta generalmente il ruolo d'un animale "provvidenziale" nell'immagine di Broiefort, destriero di Ogier il Danese. Nel Huon de Bordeaux, i cavalli continuano la lotta iniziata dal loro padrone e la cavalcatura di Amauri il traditore viene uccisa. L'animale è talvolta umanizzato al punto da essere accreditato di comportamenti descritti come esemplari, come il suo suicidio in memoria del suo padrone.
Il cavallo del Roman de Fauvel (presentato anche come un asino) ha un ruolo satirico, consentendo una critica alla corruzione della Chiesa e del sistema politico nel XIV secolo.

### Il cavallo e l'immaginario letterario medievale

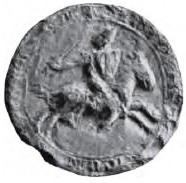
Sigillo medievale del 1291 raffigurante un cavaliere in armi.

Alcuni cavalli ai quali i testi attribuiscono qualità magiche e/o un'origine soprannaturale ben testimoniano l'importanza dell'equino nell'immaginario collettivo medievale. Il ricordo dei cavalli della mitologia, generalmente di colore bianco e usi a sorgere dal mare, vi è presente anche se molto sfumato: è il caso del Lai di Tydorel  dove un misterioso cavaliere emerge dal suo regno marittimo sul dorso di una cavalcatura bianca. Baiardo è uno dei cavalli favolosi più famosi e Broiefort ha anche doni magici. Il cavallo è uno dei pochi animali che rientrano tra le bestie familiari e leggendarie. In Perceforest , Estonné e Passelion hanno cavalli fatati incontrollabili perché sono troppo veloci. Il mito del cavallo alato, molto presente in altre epoche, sembra ignorato per tutto il Medioevo europeo.
Il cavallo è presentato più come un'ancora nel mondo reale, in contrasto con l'Altromondo della fata e del meraviglioso. Molto spesso, il cavaliere che entra nel regno delle fate abbandona la sua cavalcatura, oppure deve camminare di notte attraverso una fitta vegetazione. Sarebbe «un errore voler entrare in faerie con la tua cavalcatura.» Inoltre, i Santi sembrano rifiutarsi di essere avvicinati a cavallo, essendo l'animale inseparabile dalle aspirazioni mondane.
Il cavallo è onnipresente nel ciclo arturiano. Gringalet, destriero di Gawain, le cui qualità sono pari a quelle del suo padrone, è citato in diversi testi e nel Lancillotto in prosa, il tema del dono del cavallo ricorre frequentemente. In La ricerca del Santo Graal, un cavaliere nero che cavalca una grande bestia dello stesso colore emerge da un fiume e uccide la cavalcatura di Lancillotto prima di fuggire. La figura del cavaliere nero ritorna quando Perceval riesce a sconfiggerne uno e ad impossessarsi della sua cavalcatura, un episodio di probabile simbolismo alchemico in relazione al colore dell'animale.

### Arti visive

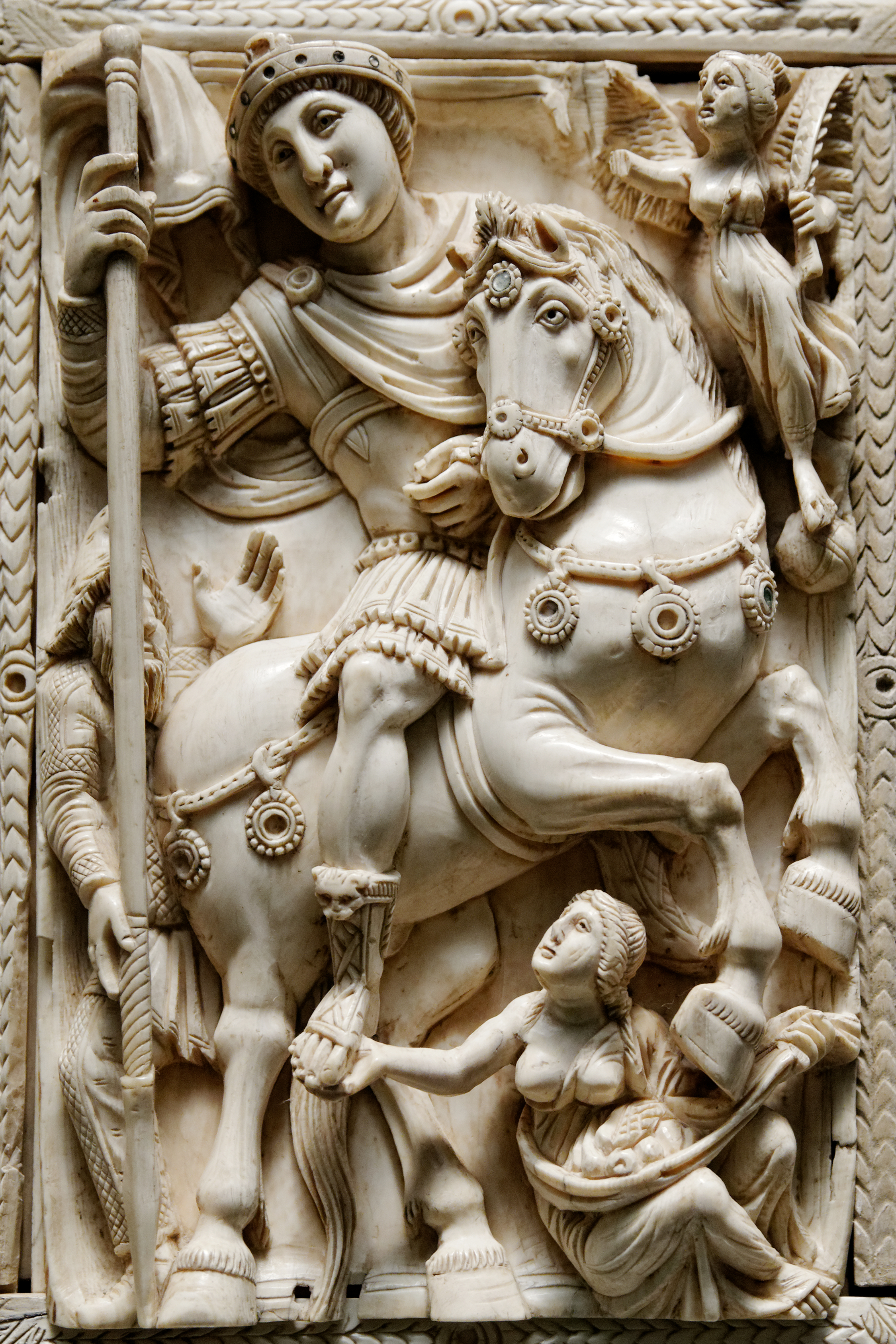
L'imperatore trionfante - marmo bizantino, 500-550 circa (Museo del Louvre).

Il cavallo non è un tema frequente nell'arte tardoantica e in quella bizantina, ove predominano i temi religiosi. Nei rari casi in cui è raffigurato, es. i cavalli riportati sulle miniature del Primo libro di Samuele del Frammento dell'Itala di Quedlinburg (Biblioteca di Stato di Berlino, Cod. theol. lat. fol. 485), soggiace alle innovazioni che il Tardoantico apporta all'arte romana più classica: proporzioni non più naturali ma gerarchico-morali (il cavallo è più piccolo dell'uomo che gli sta accanto perché maggiore è l'importanza narrativa e/o morale di quest'ultimo), posizione frontale, ecc. L'arte altomedievale e l'arte romanica continuarono la corrente artistica romana con animali imprecisi e di taglia ridotta, sottomessi a Dio e servi dell'uomo. Paludamenti e bardatura del cavallo erano spesso molto più dettagliati dell'animale stesso la cui anatomia, per tutto il Medioevo, scomparve sotto di essi. Gli artisti avevano poche opportunità di mettere in scena il cavallo, tranne che nelle raffigurazioni di taluni "santi cavalieri" (v. seguito "Credenze, riti e superstizioni"): Martino di Tours, solitamente raffigurato a cavallo mentre taglia il suo mantello per darlo a un povero, e San Giorgio che, in armi e a cavallo, uccide il drago.
Il predominio della Chiesa sull'arte occidentale influenzò la rappresentazione dei cavalli fino al XVII secolo. Parimenti però, il trionfo del Cristianesimo fu all'origine dell'archetipo del valoroso cavaliere, cortese e intrepido, così come Albrecht Dürer lo rappresenterà nel 1505 ne Il cavaliere, la morte e il diavolo, che non poteva essere raffigurato senza il suo cavallo, garantendo così nuova visibilità artistica all'equide.
Assente nei primi bestiarii, principalmente interessati ad animali insoliti e favolosi senza fare alcuna distinzione, il cavallo è rappresentato nel 2,5%-3% dei sigilli medievale e rinascimentale, generalmente montato e molto raramente spoglio. Nei manoscritti miniati è generalmente raffigurano di colore bianco, sotto la sella di principi o donne.
Il Rinascimento, con la sua riscoperta dell'arte antica, del suo realismo e della sua cura per le proporzioni, portò ad una più realistica raffigurazione dei cavalli. Pittori e scultori raffigurarono prevalentemente cavalli decorativi, immortalarono accanto a soggetti mitologici e religiosi le vittorie militari delle classi dominanti, i potenti in magnifiche armature, ma anche semplici paesaggi di vita quotidiana. Mentre la giostra perdeva la sua utilità nell'addestramento militare, assumeva, come la cavalleria stessa, una dimensione leggendaria e romantica che si sarebbe riflessa nell'arte fino alla fine del XIX secolo.
Furono gli artisti italiani, già nella produzione tardo gotica, tanto scultorea (es. Monumento funebre di Bernabò Visconti di Bonino da Campione del 1363-1385) quanto pittorica (es. Adorazione dei Magi di Gentile da Fabriano del 1423), e poi con il Primo Rinascimento, a riportare massicciamente il cavallo nell'arte. Pittori e scultori ruppero definitivamente con la precedente produzione medievale, dando al cavallo un alto grado di attenzione realistico/anatomica, controllando lo spazio figurativo destinato alla barda ed ai paludamenti. Non si può, tuttavia, parlare di una "riscoperta" dello stile antico, poiché la maggior parte dei grandi esempi pittorico-scultorei di raffigurazioni equine antiche non furono rinvenuti fino al XVIII secolo, con la notevole eccezione della statua equestre di Marco Aurelio che attraversò indenne tutto il Medioevo.

Paolo Uccello (1397-1475) raffigurò grandi scene di battaglia con ampio spazio agli scontri tra cavalleria pesante. Benozzo Gozzoli (1420-1497) dipinse un corteo celebrativo della famiglia Medici con molti cavalli. In tutti questi casi, la resa anatomica degli animali è realistica, misurata, e, dobbiamo supporre, capace di darci un'immagine reale dei cavalli del tempo.

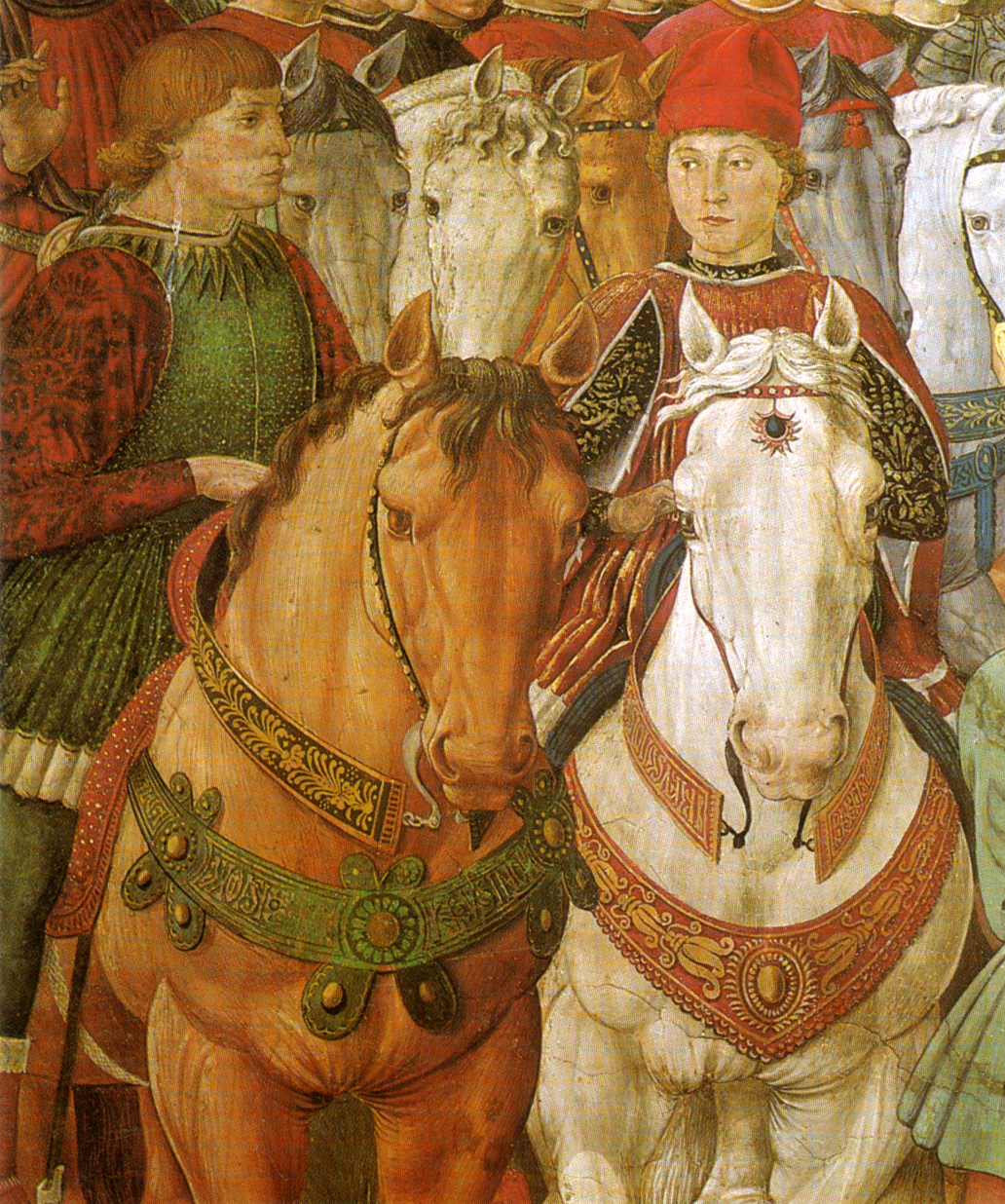
Sigismondo Malatesta e Galeazzo Maria Sforza a cavallo - PARTICOLARE da Benozzo Gozzoli, Cappella dei Magi.
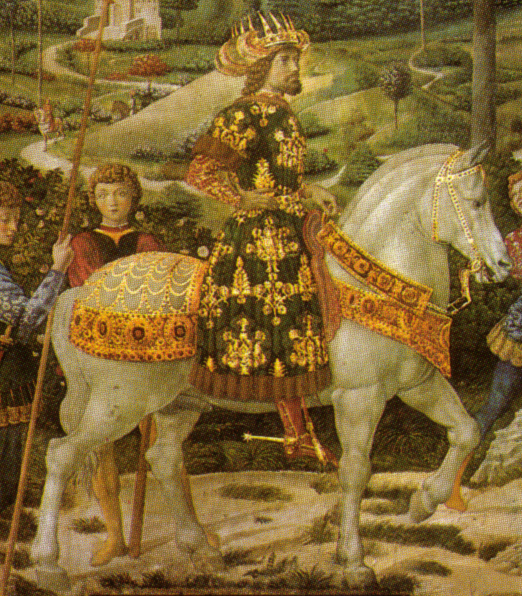
Il basileus Giovanni VIII Paleologo a cavallo - PARTICOLARE da Benozzo Gozzoli, Cappella dei Magi.
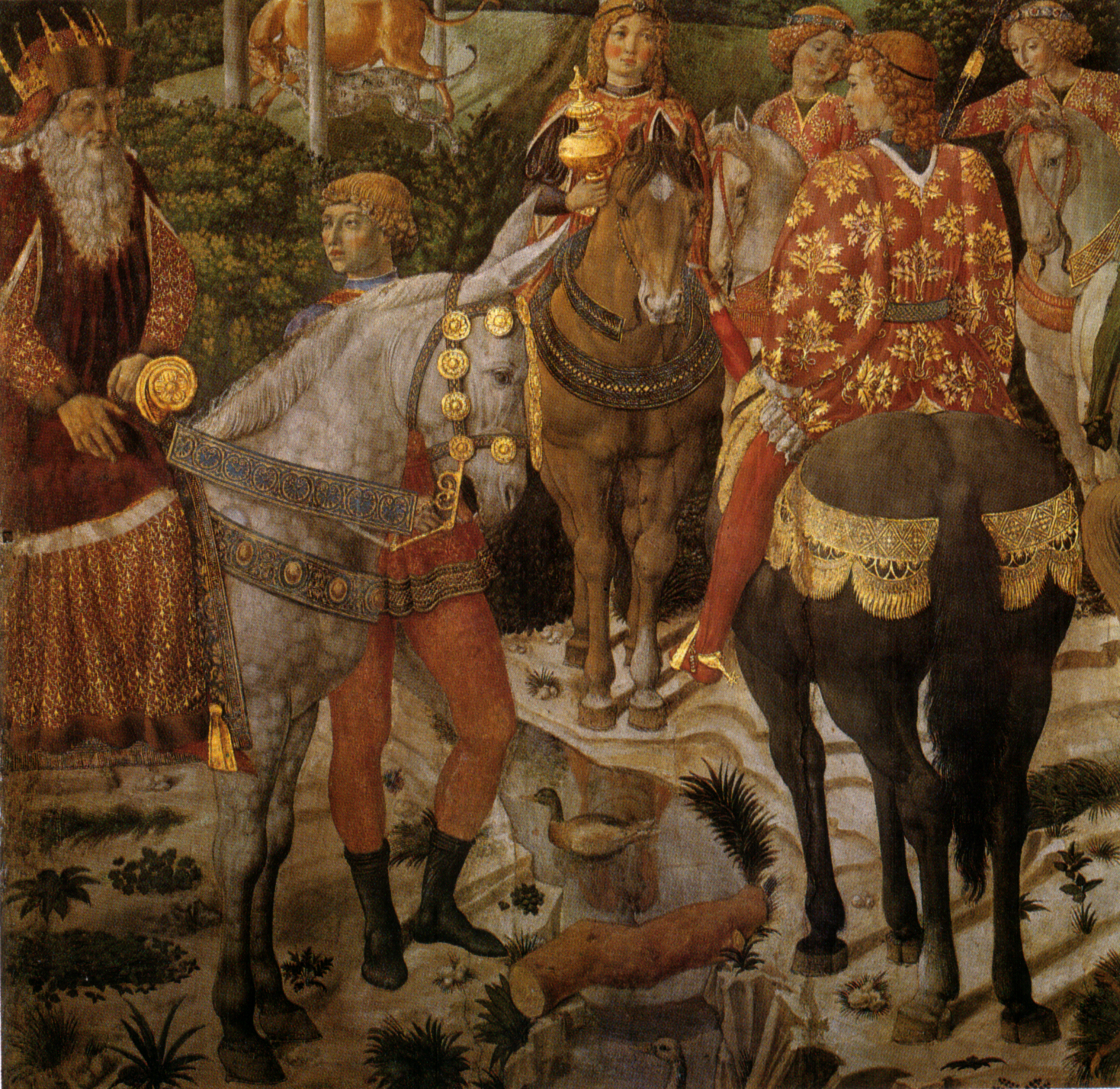
Giuseppe, patriarca di Costantinopoli a cavallo - PARTICOLARE da Benozzo Gozzoli, Cappella dei Magi.
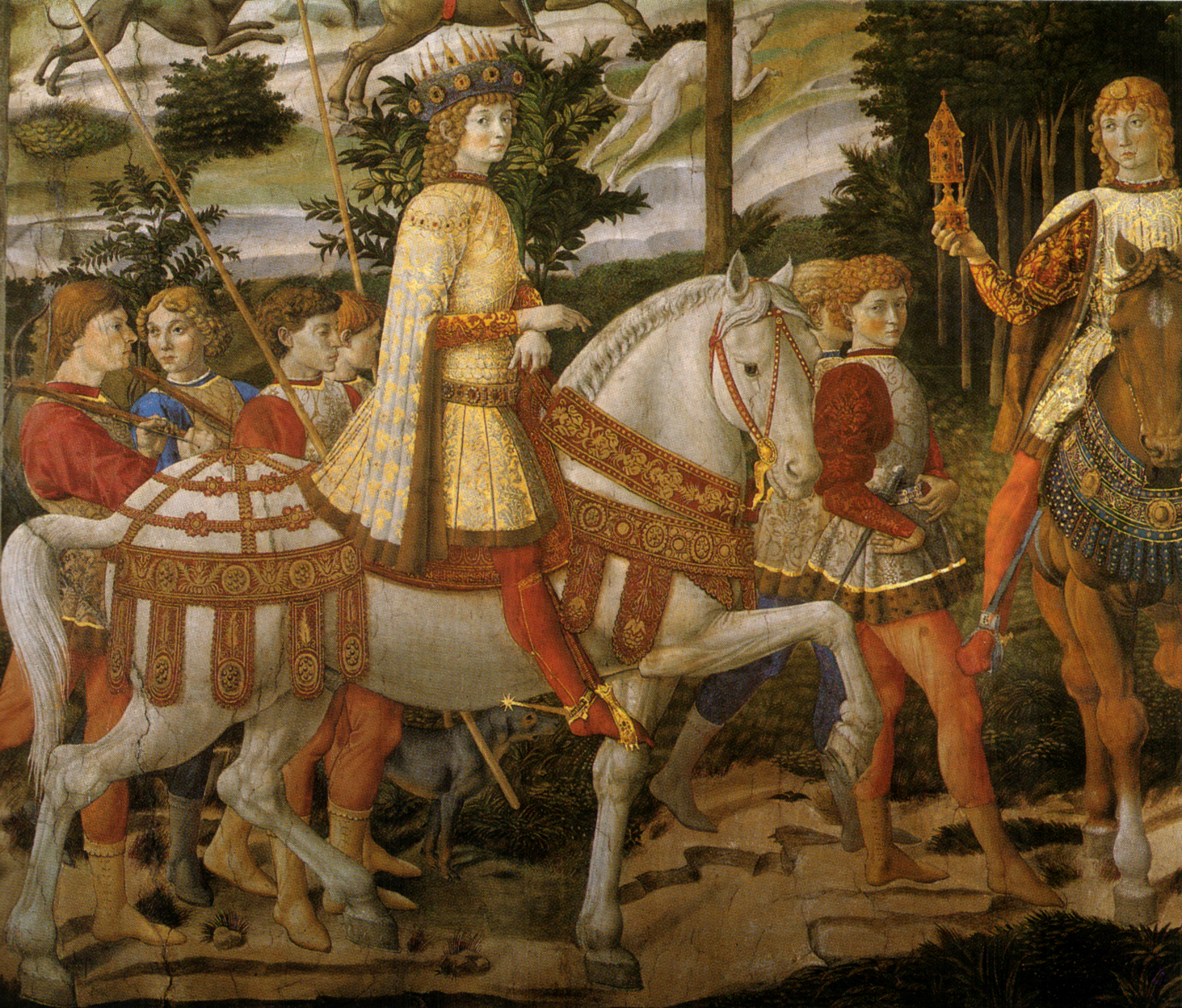
Il giovane Lorenzo de Medici a cavallo - PARTICOLARE da Benozzo Gozzoli, Cappella dei Magi.

Il cavallo è curiosamente assente nell'araldica medievale (se ne conosce oggi un'unica raffigurazione, datata al 1500), laddove invece il leone adorna uno stemma su sei. Rimane rarissimo fino alla metà del XVI secolo. D'altra parte, l'equipaggiamento equestre (speroni, staffe, sella, ecc.) sono abbastanza comuni quali soggetti araldici. Lo storico Michel Pastoureau considera diverse cause per questa rarità. È possibile che il cavallo, animale preferito di signori e re, fosse simbolicamente considerato un essere umano piuttosto che un animale. Un'altra possibilità è la mancanza di giochi di parole tra "cavallo" e il nome del signore: pochissimi hanno un nome che evoca il cavallo, motivo anche dell'assenza del falco nell'araldica, altro animale essenziale tra i signori medievali (vedasi falconeria).

## Credenze, riti e superstizioni
Il cavallo è visto in modi diversi attraverso il prisma delle credenze e delle religioni. In generale, esiste una significativa contrapposizione tra il paganesimo, perdurante durante l'Alto Medioevo in Germania e Scandinavia nell'antica religione norrena, che santificava quest'animale, e il cristianesimo che, al contrario, tendeva a demonizzarlo.

### Credenze pagane

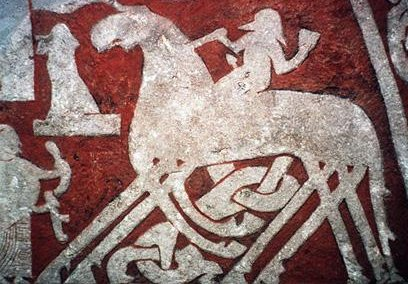
Odino e Sleipnir sulla Pietra Tjängvide.

Il cavallo ha un carattere sacro in tutta la Scandinavia e la Germania medievale prima della cristianizzazione, come confermato da molte fonti. Archeologico ritrovamenti, in particolare in Islanda nel X secolo, suggeriscono che svolga un ruolo importante nelle pratiche funerarie: animale psicopompo, è un anello di congiunzione tra il mondo dei vivi e quello dei morti. Un gran numero di cavalli islandesi vengono sacrificati e mangiati durante le feste funebri rituali. Considerato come un doppio dell'uomo e una forma di potere (la maggior parte degli dei nordici ha il proprio cavallo, in particolare Odino che cavalca Sleipnir), è anche uno degli animali più importanti. testi e riti come la mentalità dei tedeschi. I tedesco-scandinavi probabilmente praticano il sacrificio del cavallo bianco come parte del matrimonio sacro, altri animali vengono sacrificati nei rituali per portare protezione e fertilità, la loro carne viene poi mangiato. La forza di questo animale visto come un genio della fertilità viene così trasmessa al suo proprietario o al suo carnefice. L'animale incarna il ciclo di vita cosmico che il suo sacrificio regolare mira a sostenere. Il consumo di carne di cavallo dopo il sacrificio è un'antica usanza pagana vista con orrore dagli evangelizzatori della Germania, della Scandinavia e dell'Islanda. Sembrerebbe quindi che la conservazione e la venerazione del pene dell'animale fosse comune fino all'inizio della cristianizzazione.
In Germania il cavallo è anche strumento di trance sciamaniche e maschera durante i rituali di iniziazione, demone di morte e strumento di magia nera attraverso le sue ossa. La testa dell'animale rivela uno stretto legame con la nozione di regalità.

### Credenze cristiane

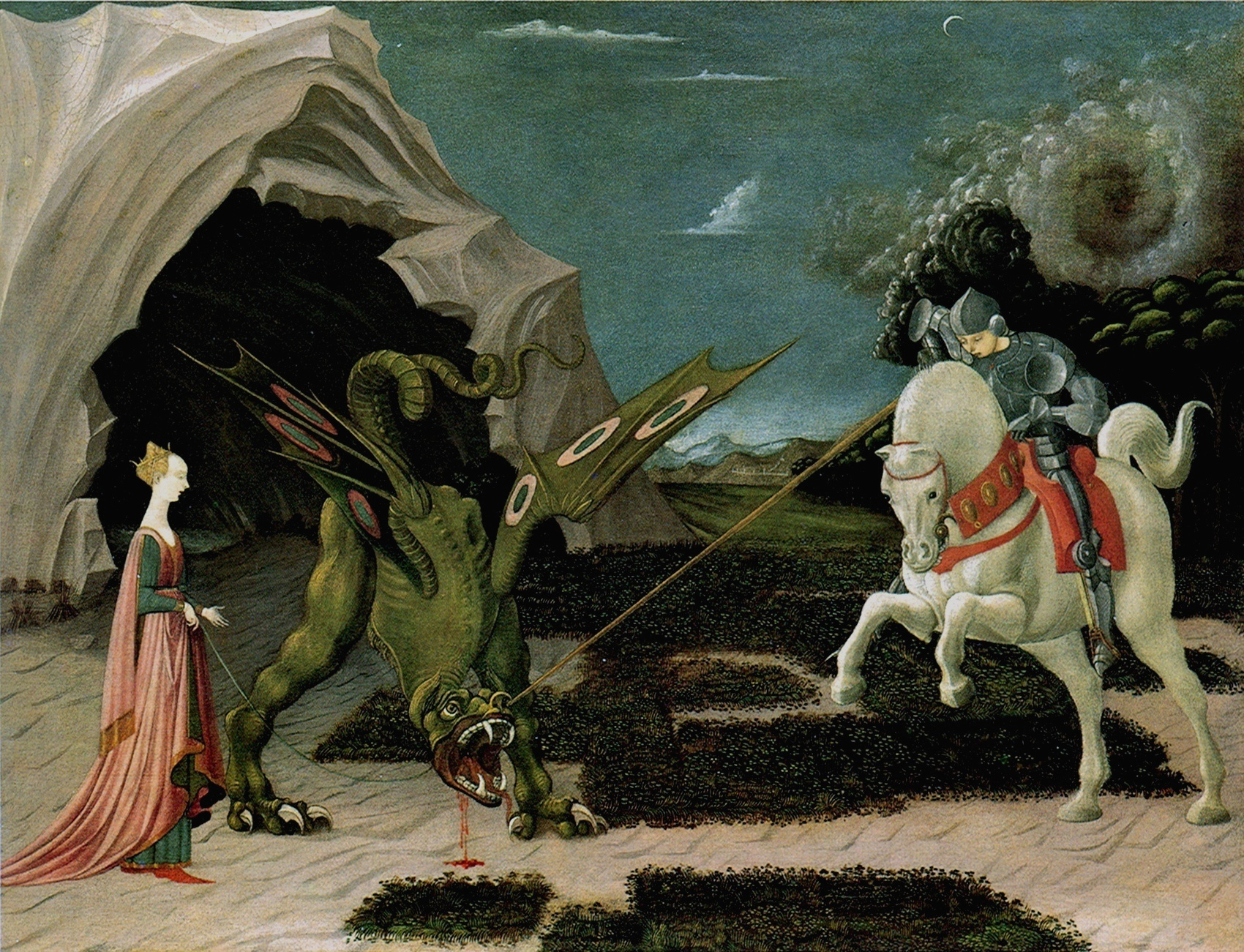
San Giorgio e il drago, Paolo Uccello (circa 1460), National Gallery (Londra).
Rappresentazione tradizionale di San Giorgio, patrono dei cavalieri, mentre uccide il drago.

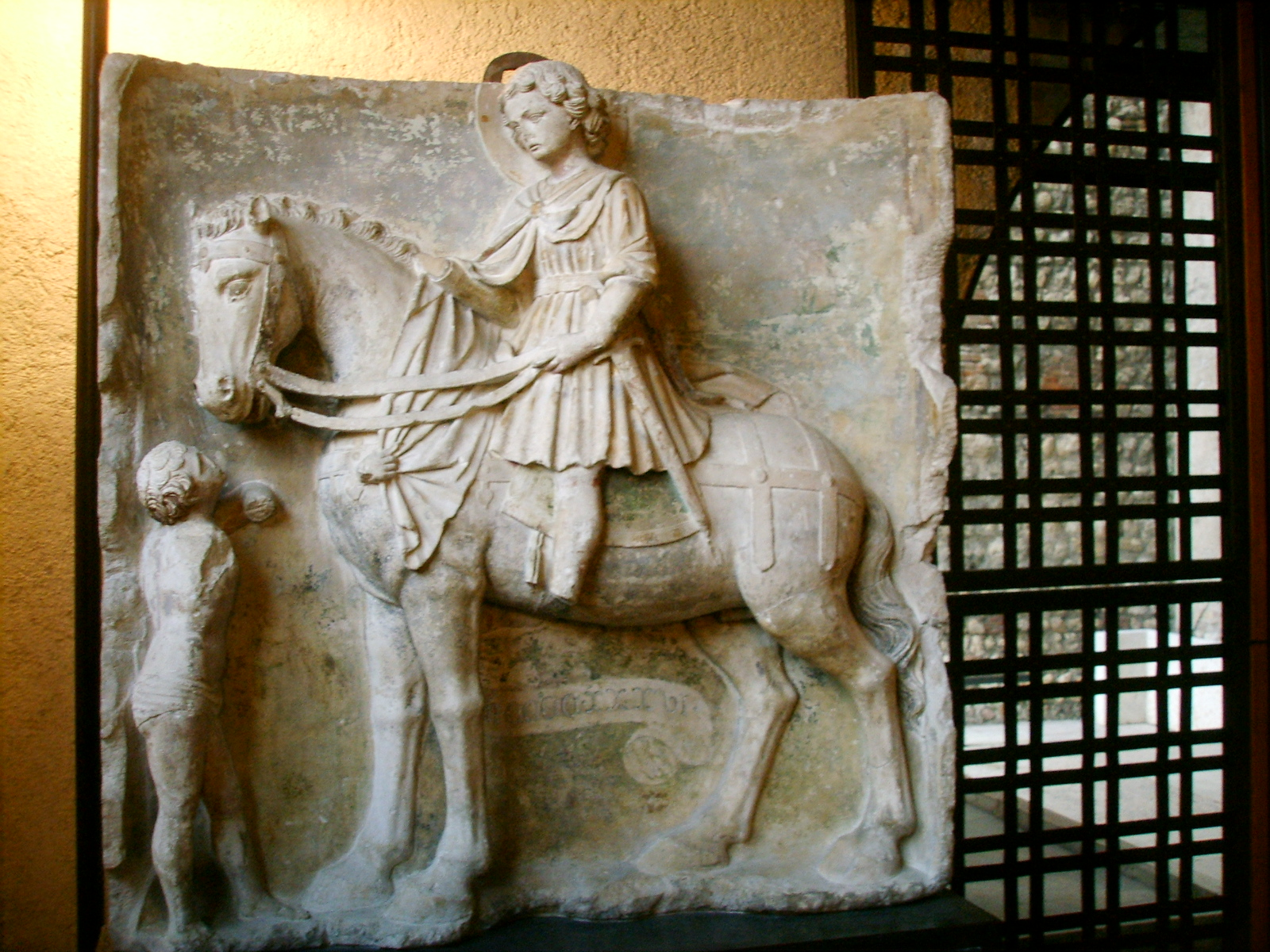
Rilievo con San Martino, c.d. "Maestro toscano del 1436", Museo di Castelvecchio (Verona).
Rappresentazione tradizionale di Martino di Tours, a cavallo che si taglia il mantello per darlo a un povero.

Durante la Cristianizzazione della Scandinavia, come già fatto in Sassonia, la Chiesa combatté tutti i riti e le tradizioni antico-germaniche legate al cavallo per favorire la conversione religiosa di quei popoli. Il divieto dell'ippofagia fu pronunciato dal Papa Gregorio III nel 732 che lo denunciò come «pratica scorretta.» L'Islanda è l'unica località che non fu mai colpita da tale divieto. I riti legati al cavallo furono proibiti e l'animale eliminato dalla sfera religiosa. Ciò comportò una modifica del simbolismo del cavallo, ora associato al peccato nella predicazione del Clero, presso i popoli che praticavano la religione nordica, sebbene la sua valutazione rimanga positiva nel bestiario. La credenza nei feticci apotropaici e nelle virtù benefiche del cavallo persistette, in particolare tramite l'organoterapia, ma l'animale acquisì un'immagine oscura e negativa. che permase nei secoli successivi. Solo in taluni casi il cavallo fu associato solo alla carità o agli Angeli e molto raramente al Cristo, eventualmente raffigurato sul dorso d'un cavallo bianco ma con cui l'asino è molto più facilmente associato.
Si diceva che gli ecclesiastici fossero tra i pochi che potevano avere il sopravvento sui cavalieri che, a volte, commettevano saccheggi e/o sacrilegi, così come sulle loro cavalcature. Ad esempio un cavaliere francese di nome Radulphe avrebbe scherzato sul nome di una figura sacra e il suo cavallo fu, si crede, immediatamente immolato dall'ira divina. Un altro, cercando di spodestare il vescovo di Limoges, sarebbe poi caduto fatalmente da cavallo. Il cavallo è associato ad alcuni miracolo, nonché ad alcuni santi come San Giorgio (patrono dei cavalieri), Martino di Tours (rappresentato su cavallo mentre taglia il mantello per darlo a un povero), San Vincenzino e Sant'Eligio, patrono di maniscalchi, speroni, commercianti di cavalli, contadini, aratori, ecc.
La figura del cavallo e del cavaliere si fonde nell'immaginario collettivo medievale creando un "centauro in armi" ed impressiona i contadini. Alcune cronache attribuiscono ai cavallerizzi imprese incredibili, come il superamento di distanze immense in pochissimo tempo. Questa percezione dà probabilmente origine a leggende che menzionano cavalieri-fantasma e, in generale, "cavalieri neri". Il colore nero ha una connotazione negativa nell'animale, essendo la giumenta nera tradizionalmente associata al Diavolo: qualunque donna che abbia commesso un peccato della carne con un chierico si troverebbe così metamorfosata.

### Riti pagani
Il cavallo è inseparabile dai riti di cui troviamo traccia nel mondo contadino medievale. Ne è testimonianza l'esistenza della gonna da cavallo, presente nelle sfilate popolari in molte regioni fin dall'antichità. In Bretagna, i giovani dimostrano il loro coraggio gareggiando in una grande corsa di cavalli fino alla casa della sposa. La festa di san Giovanni Battista e quella di Sant'Eligio danno luogo a raduni di cavalli, dove a volte gli animali vengono spinti ad incrociare le braci per garantire la prosperità dei contadini. Altre manifestazioni di profondo rispetto per il cavallo si verificavano in occasione del Natale, comprendenti anche offerte all'animale, e continuarono fino all'inizio del XX secolo, a testimonianza all'antichità di uno status di animale fecondatore. Questo status è probabilmente dovuto al progresso agricolo ottenuto grazie al cavallo da tiro.

### Esplicative
1. ↑  In Inghilterra, il destriero viene citato per la prima volta in latino come magnus equus nel 1282 - v.si Davis 1989, p. 88.
2. ↑  Una delle versioni della Canzone di Orlando riporta che «Orlando prima punisce il tradimento e calpesta sotto i piedi del suo cavallo frisone tutti coloro che la sua spada aveva dimenticato»
3. ↑  La Chevauchée fu la tipologia di sforzo bellico preferito dagli Inglesi durante la Guerra dei cent'anni (v.si tra gli altri Barber 2005, pp. 34-38) e dagli Scozzesi durante le Guerre d'indipendenza scozzesi - Prestwich 1996, pp. 10, 198-200.
4. ↑  La rievocazione storica del torneo medievale delle Royal Armouries, ora parte permanente della loro esposizione, è stata studiata da Hyland 1994 e cit. in Clark 2004, p. 23.

### Bibliografiche
1. ↑  Prévot et Ribémont 1994, p. 7.
2. ↑  de Blomac e Barrière 2006, p. 41.
3. 1 2 3  (EN) Anders Andrén, Kristina Jennbert e Catharina Raudvere, Old Norse religion in long-term perspectives : origins, changes, and interactions : an international conference in Lund, Sweden, June 3-7, 2004, 8 Vägar till Midgård, Nordic Academic Press, 2007,  pp. 130-134, ISBN 978-91-89116-81-8.
4. ↑  Prévot e Ribémont 1994, p. 106.
5. 1 2  de Blomac et Barrière 2006, pp. 26-27.
6. ↑  de Blomac et Barrière 2006, p. 42.
7. ↑  (FR) Société des historiens médiévistes de l'enseignement supérieur public (a cura di), Les Élites urbaines au Moyen Âge, Publications de la Sorbonne, 1997,  p. 66, ISBN 9782859443290.
8. ↑   M. Ginatempo, Per la storia degli ecosistemi e dell'alimentazione medievali: recenti studi di archeozoologia in Italia, in ArchMed, n. 11, 1984,  pp. 35-61.
9. 1 2  (EN) P. Tomka, Horse Burials among the Mongolians, in AAASHung, n. 21, 1969,  pp. 149-154.
10. 1 2  Carey, Allfree e Cairns 2006, p. 112.
11. ↑  Bennet, Bradbury e DeVries 2005, pp. 19-21.
12. ↑  Hyland 1999, introd.
13. 1 2 3 4 5  Nicolle 1999, p. 267.
14. 1 2 3 4 5  Bennett 1998.
15. ↑  (LA) Ammiano Marcellino, Storie,  p. 31.2.8–9.
16. ↑  (GRC) Maurizio, Στρατηγικόν [Strategikon], VI secolo.
17. 1 2 3 4   Deb Bennett, The Spanish Mustang: The Origin and Relationships of the Mustang, Barb, and Arabian Horse, su frankhopkins.com, 2004. URL consultato il 14 agosto 2008 (archiviato dall'url originale il 6 maggio 2008).
18. 1 2 3  Bumke 2000, p. 178.
19. 1 2  Gies e Gies 2005, p. 88.
20. ↑  (EN) British Percheron Horse Society (a cura di), History of the British Percheron, su percheron.org.uk. URL consultato il 20 febbraio 2023 (archiviato dall'url originale il 23 febbraio 2020).
21. ↑  Bennet, Bradbury e DeVries 2005, pp. 71-72.
22. ↑  (FR) Michel Mollat, Les Pauvres au Moyen Âge, Bruxelles, Éditions Complexe, 2006,  p. 48, ISBN 9782804801113.
23. ↑  de Blomac e Barrière 2006, pp. 40-41.
24. 1 2  Edwards 1973.
25. ↑  (EN) Barbara S. Lewis, Egyptian Arabians: The Mystique Unfolded, su The Pyramid Society. URL consultato il 1º marzo 2023 (archiviato dall'url originale l'8 maggio 2006).
26. ↑  Hyland 1998, p. 15.
27. ↑  Prévot e Ribémont 1994, p. 57.
28. ↑  Prévot e Ribémont 1994, p. 55.
29. ↑  de Blomac e Barrière 2006, p. 46.
30. 1 2 3 4 5  Prestwich 1996, p. 30.
31. ↑  Clark 2004, p. 23.
32. ↑  Carey, Allfree e Cairns 2006, p. 113.
33. ↑  (EN) Elwyn Hartley Edwards, The Encyclopedia of the Horse, 1ª ed., New York City, Dorling Kindersley, 1994,  pp. 194-195, ISBN 1-56458-614-6.
34. ↑  Prévot e Ribémont 1994, p. 25.
35. 1 2 3 4 5 6  Gravett 2002, p. 59.
36. ↑  Eustach Deschamps, 1360; cit. in Oakeshott 1998, p. 11.
37. 1 2 3  Oakeshott 1998, p. 11.
38. ↑  Clark 2004, p. 29.
39. ↑  Hyland 1998, p. 221.
40. 1 2 3 4  Oakeshott 1998, p. 14.
41. 1 2  Oakeshott 1998, p. 12.
42. ↑  Prestwich 1996, p. 318.
43. ↑  Hyland 1998, p. 222.
44. ↑  (FR) Elwyn Hartley Edwards, Les chevaux, Éditions de Borée, 2006,  p. 104, ISBN 978-2-84494-449-8.
45. ↑  Tsaag Valren 2012.
46. ↑  Hyland 1998, pp. 14, 32 e 37.
47. ↑  (FR) F. Joseph Cardini, Dictionnaire d'hippiatrique et d'équitation : ouvrage où se trouvent réunies toutes les connaissances hippiques[collegamento interrotto], vol. 2, Bouchard-Huzard, 1848.
48. 1 2 3  Bennet, Bradbury e DeVries 2005, p. 74.
49. ↑  Prestwich 1996, p. 325.
50. ↑  Bennet, Bradbury e DeVries 2005, p. 121.
51. ↑  Barber 2005, p. 33.
52. 1 2  Prestwich 1996, p. 31.
53. 1 2  Sadler 2005, p. 32.
54. ↑  (EN) George Lane, Genghis Khan and Mongol Rule, Greenwood, 2004,  p. 31.
55. ↑  Bord e Mugg 2005, p. 110.
56. ↑  Bord e Mugg 2005, p. 78.
57. ↑  Bennet, Bradbury e DeVries 2005, p. 123.
58. ↑  (EN) David Nicolle, Medieval Polish Armies 966-1500, illustrazioni di Witold Sarnecki, Osprey Publishing, 2008,  p. 19, ISBN 978-1-84603-014-7.
59. ↑  Sadler 2005, p. 45.
60. ↑  Barker 1986, pp. 4-15.
61. ↑  Oakeshott 1998, pp. 79-83.
62. ↑  Barber 2005, p. 42.
63. ↑  (EN) Craft Court, Tiltyard and Menagerie Court, su royalarmouries.org. URL consultato il 1º marzo 2007 (archiviato dall'url originale il 27 settembre 2007).
64. ↑  Oakeshott 1998, pp. 11-14.
65. ↑  Bumke 2000, p. 175.
66. ↑  Hyland 1998, pp. 1-2.
67. ↑  Bumke 2000, p. 177.
68. ↑  (EN) Greene, R e Elffers, J., The 33 Strategies of War, 2006,  p. 181.
69. ↑  Nicolle 1999, p. 169.
70. ↑  Davis 1989.
71. ↑  Clark 2004, p. 25.
72. ↑  Hyland 1994, pp. 58-59.
73. ↑  Hyland 1994, pp. 85-86.
74. ↑  Hyland 1994, p. 146.
75. ↑  Hyland 1994, p. 10.
76. ↑  Oakeshott 1998, pp. 104-105.
77. 1 2  Barker 1986, pp. 175-176.
78. ↑  Oakeshott 1998, p. 49.
79. ↑   3.IV, su Endurance Rider's Handbook, aerc.org, American Endurance Riders Conference. URL consultato il 14 agosto 2008 (archiviato dall'url originale il 15 maggio 2008).
80. ↑   "Medieval Horse 476 - c. 1450: Knight versus Moor", su imh.org, International Museum of the Horse. URL consultato il 24 maggio 2012.
81. 1 2 3 4   Richard Alvarez, "Saddle, Lance and Stirrup: An Examination of the Mechanics of Shock Combat and the Development of Shock Tactics", su classicalfencing.com. URL consultato l'8 marzo 2007 (archiviato dall'url originale il 23 agosto 2012).
82. ↑  Oakeshott 1999, p. 92.
83. 1 2  (FR) Les plus beaux chevaux du monde, Atlas Nature, Atlas, 2005,  p. 210-211, ISBN 2723451402.
84. ↑  (FR) Claude Gauvard, Alain de Libera e Michel Zink, Cheval, in Dictionnaire du Moyen Âge, Presses universitaires de France, 2002,  p. 282, ISBN 2130543391.
85. ↑  Labarge 1982, pp. xiii-xiv.
86. 1 2  Clark 2004, p. 8.
87. ↑  Labarge 1982, p. xiii.
88. 1 2 3  Labarge 1982, p. 41.
89. 1 2 3  Tuchman 1978, p. 57.
90. 1 2  Clark 2004, pp. 9-10.
91. 1 2  Gies e Gies 2005, p. 56.
92. ↑  Labarge 1982, p. 19.
93. ↑  Hyland 1994, p. 99.
94. ↑  Clark 2004, p. 6.
95. 1 2  Clark 2004, pp. 27-28.
96. 1 2 3  Dyer Making a Living p. 129
97. ↑  Slocum 2005, pp. 140-141.
98. ↑  Slocum 2005, pp. 141-142.
99. 1 2 3 4  Slocum 2005, p. 143.
100. 1 2 3 4  Chamberlin 2006.
101. ↑  Gies e Gies 2005, pp. 128 e 147.
102. 1 2  Gies e Gies 2005, p. 273.
103. ↑  (FR) Lucienne A. Roubin e Christiane Mandrou, Le Cheval en Eurasie, pp. 34-37.
104. ↑  de Blomac e Barrière 2006, p. 29.
105. ↑  (FR) Lucienne A. Roubin e Christiane Mandrou, Le Cheval en Eurasie, p. 29.
106. ↑  de Blomac e Barrière 2006, p. 62.
107. ↑  Prévot et Ribémont 1994, p. 127.
108. ↑  Prévot e Ribémont 1994, p. 150.
109. ↑  (EN) Daniel R. Headrick, Technology: A World History, Oxford University Press, 2009,  p. 58, ISBN 978-0-19-988759-0.
110. ↑  McBane 1992, pp. 57-60.
111. 1 2  (EN) Heymering, Henry, Who Invented Horseshoeing?, in Science of Motion.
112. ↑  Slocum 2005, pp. 143-144.
113. ↑  (EN) R.S. Gawronski, Some Remarks on the Origins and Construction of the Roman Military Saddle, in Archeologia, vol. 55, 2004,  pp. 31-40.
114. ↑  Hope 1972, capp. 1 e 2.
115. ↑  Oakeshott 1998, p. 40.
116. ↑  Wagner, Drobiná e Durbik 2000, p. 65.
117. ↑  Bumke 2000, p. 176.
118. ↑  Hobson 2004, p. 103.
119. ↑  (EN) Stirrup, su computersmiths.com (archiviato dall'url originale il 1º dicembre 2006).
120. ↑  (EN) Albert Dien, The Stirrup and its Effect on Chinese Military History, Silkroad Foundation.
121. ↑  Prévot e Ribémont 1994, p. 147.
122. ↑  Bennet, Bradbury e DeVries 2005, pp. 73-74.
123. ↑  World Decade for Cultural Development 1988–1997. United Nations Page 31  Educational, Scientific and Cultural Organization. World Decade Secretariat. (PDF) (archiviato dall'url originale il 7 aprile 2012).
124. ↑  White 1966.
125. ↑  (EN) D. A. Bullough, English Historical Review, 1970.
126. ↑  (EN) Bernard Bachrach, Charles Martel, Mounted Shock Combat, the Stirrup, and Feudalism, in Studies in Medieval and Renaissance History, 1970.
127. 1 2 3  Oakeshott 1998, p. 38.
128. ↑  Oakeshott 1998, p. 39.
129. ↑  Barber 2005, p. 16.
130. 1 2  Wagner, Drobiná e Durbik 2000, p. 67.
131. ↑  Wagner, Drobiná e Durbik 2000, p. 66.
132. ↑  Needham 1986, p. 317.
133. ↑  Needham 1986, p. 322.
134. ↑  Needham 1986, p. 305.
135. 1 2 3  Needham 1986, p. 312
136. ↑  Gimpel 1977, p. 34.
137. ↑  Gimpel 1977, p. 32.
138. ↑  Norman 1971, p. 143.
139. 1 2  Le Cheval dans le monde médiéval 1992, p. 267.
140. ↑  Norman 1971, p. 133.
141. ↑  Norman 1971, pp. 132-133.
142. ↑  Clark 2004, pp. 14-15.
143. ↑  Clark 2004, pp. 15-16.
144. ↑  Prévot e Ribémont 1994, p. 16.
145. 1 2  Hyland 1999, p. 54.
146. ↑  Prévot e Ribémont 1994, p. 330.
147. ↑  Le Cheval dans le monde médiéval 1992, p. 463.
148. ↑  Leyser 1996, pp. 162-165.
149. ↑  Leyser 1996, p. 145.
150. ↑  Labarge 1982, p. xiv.
151. ↑  Gies e Gies 2005, p. 42.
152. ↑   "Sidesaddle History", su georgialadiesaside.com, Georgia Ladies Aside. URL consultato il 6 novembre 2011 (archiviato dall'url originale il 3 ottobre 2011).
153. ↑  Gies e Gies 2005, pp. 45-46.
154. ↑  Pizan.
155. 1 2 3 4  (EN) Giovanni Battista Tomassini, The Italian Tradition of Equestrian Art, Franktown, Virginia, USA, Xenophon Press, 2010, ISBN 9780933316386.
156. ↑  Le Cheval dans le monde médiéval 1992, p. 137.
157. ↑  Prévot e Ribémont 1994, p. 206.
158. ↑  Baratay 2003, p. 322.
159. ↑  (FR) Begoña Aguiriano, Le Cheval dans le monde médiéval 1992, p. 9.
160. ↑  (FR) Begoña Aguiriano, Le Cheval dans le monde médiéval 1992, p. 13.
161. ↑  de Blomac e Barrière 2006, pp. 34-36.
162. ↑  (FR) Jean-Claude Vallecalle, Le Cheval dans le monde médiéval 1992, p. 550.
163. ↑  Le Cheval dans le monde médiéval 1992, p. 195.
164. ↑  Le Cheval dans le monde médiéval 1992, p. 193.
165. ↑  Le Cheval dans le monde médiéval 1992, p. 206.
166. ↑  Le Cheval dans le monde médiéval 1992, p. 190.
167. ↑  Le Cheval dans le monde médiéval 1992, p. 229.
168. ↑  Le Cheval dans le monde médiéval 1992, p. 204.
169. ↑  Le Cheval dans le monde médiéval 1992, p. 212.
170. ↑  Le Cheval dans le monde médiéval 1992, pp. 212-213.
171. ↑  Le Cheval dans le monde médiéval 1992, p. 213.
172. ↑  Prévot e Ribémont 1994, p. 198.
173. ↑  Le Cheval dans le monde médiéval 1992, p. 161.
174. ↑  Le Cheval dans le monde médiéval 1992, p. 207.
175. ↑  (FR) Chrétien de Troyes e Wauchier de Denain, Perceval et le Graal, traduzione di Simone Hannedouche, Triads, 1968,  p. 37.
176. ↑  (FR) Paul-Georges Sansonetti, Graal et alchimie, 9 de L'Île verte, 2ª ed., Berg, 1982,  p. 152, ISBN 978-2-900269-26-8.
177. ↑  Baratay 2003, p. 228.
178. 1 2 3  Baskett 2006, p. 15.
179. ↑  Baskett 2006, p. 14.
180. ↑  Le Cheval dans le monde médiéval 1992, p. 189.
181. ↑  de Blomac e Barrière 2006, p. 33.
182. ↑  Le Cheval dans le monde médiéval 1992, p. 409.
183. 1 2  Baskett 2006, p. 16.
184. ↑  (FR) Philippe Lamarque, The Heraldic Figure of the Horse, a cura di Michel Pastoureau, Éditions Journeys, 2002,  pp. 6-8, ISBN 2844780768.
185. ↑  (FR) Régis Boyer, Yggdrasill : la religion des anciens Scandinaves, Biblioteca Storica, Parigi, Payot, 1991,  pp. 172-173, ISBN 2-228-88469-3.
186. 1 2 3 4 5 6 7 8  (FR) Marc-André Wagner, Le Cheval dans les croyances germaniques : paganisme, christianisme et traditions, Champion, 2005, ISBN 978-2-7453-1216-7.
187. 1 2 3 4  (EN) Paul Rhys Mountfort, Nordic runes : understanding, casting, and interpreting the ancient Viking oracle, Inner Traditions / Bear & Company, 2003,  p. 168, ISBN 978-0-89281-093-2.
188. ↑  (FR) Accademia Reale di Medicina del Belgio, Bollettino dell'Accademia Reale di Medicina del Belgio, vol. 6, De Mortier, 1847,  pp. 603-604, ISSN 0377-8231 (WC · ACNP).
189. ↑  (FR) Ferme de l'Altenbach, su pagesperso-orange.fr.
190. 1 2  de Blomac e Barrière 2006, p. 28.
191. ↑  de Blomac e Barrière 2006, pp. 53-56.
192. 1 2  de Blomac e Barrière 2006, pp. 28-29.
193. ↑  Prévot e Ribémont 1994, p. 188.
194. 1 2  (FR) Lucienne A. Roubin e Christiane Mandrou, Le Cheval en Eurasie 1999, p. 39.
195. ↑  (FR) Lucienne A. Roubin e Christiane Mandrou, Le Cheval en Eurasie 1999, p. 36.
196. ↑  (FR) Lucienne A. Roubin e Christiane Mandrou, Le Cheval en Eurasie 1999, pp. 40-44.

### Fonti
- (FR) Ciclo carolingio.
- (FR) Christine de Pizan, La Cité des dames [La Città delle Dame], 1404-1405. ed. in (EN) Christine de Pizan, A Medieval Woman's Mirror of Honor: The Treasury of the City of Ladies, traduzione di C Willard e M Cosman, 1989.
- (FR) Jean Renart, Le Roman de la Rose, XIII secolo.

### Studi
- (FR) AAVV, Le Cheval dans le monde médiéval, Aix-en-Provence, Université de Provence, 1992, ISBN 978-2-901104-32-2.
- Fabrizio Ansani, Il cavallo da guerra e lo Stato del Rinascimento : una storia politica, economica e sociale, il Mulino, 2024, ISBN 9788815389374.
- (FR) Éric Baratay, Et l'homme créa l'animal : histoire d'une condition, Odile Jacob, 2003, ISBN 9782738112477.
- (FR) Georges Bischoff, La dame et le destrier : les plus nobles conquêtes du chevalier, in Le cheval, animal de guerre et de loisir dans l'Antiquité et au Moyen Âge, Bibliothèque de l'Antiquité Tardive, vol. 22, Brepols, 2012,  pp. 99-103, DOI:10.1484/M.BAT-EB.5.100766, ISBN 978-2-503-54440-3.
- (EN) John Clark, The Medieval Horse and its Equipment : c.1150-c.1450, 2. ed., The Boydell Press, 2004, ISBN 1-84383-097-3.
- (EN) Ralph Henry Carless Davis, The Medieval Warhorse, Londra, Thames and Hudson, 1989.
- (EN) Edwards, Gladys Brown, The Arabian: War Horse to Show Horse, a cura di Arabian Horse Association of Southern California, Revised Collector's Edition, Rich Publishing, 1973.
- (FR) Jean Frappier, Les destriers et leurs épithètes, in La Technique littéraire des chansons de geste: actes du Colloque de Liège, Librairie Droz, 1959, ISBN 2251661506.
- (EN) Gawronski, R.S., Some Remarks on the Origins and Construction of the Roman Military Saddle, in Archeologia, vol. 55, 2004.
- (EN) Ann Hyland, The horse in the Middle Ages, Sutton Publishing, 1999, ISBN 978-0-7509-1067-5.
- (EN) Ann Hyland, The Warhorse 1250-1600, Sutton Publishing, 1998, ISBN 0-7509-0746-0.
- (EN) Ann Hyland, The Medieval Warhorse From Byzantium to the Crusades, Sutton publishing, 1994, ISBN 978-1-85627-990-1.
- (EN) McBane, Susan, A Natural Approach to Horse Management, Methuen, 1992, ISBN 0-413-62370-X.
- (EN) Treva J. Tucker, From Destrier to Danseur: The Role of the Horse in Early Modern French Noble Identity, ProQuest, 2007, ISBN 0549250735.

Tornei e cavalleria
- (EN) Richard Barber, The Reign of Chivalry, 2. ed., The Boydell Press, 2005, ISBN 1-84383-182-1.
- (EN) Juliet Barker, The Tournament in England: 1100-1400, The Boydell Press, 1986, ISBN 0-85115-942-7.
- (EN) Christopher Gravett, English Medieval Knight 1300-1400, Osprey Publishing, 2002, ISBN 1-84176-145-1.
- (EN) Ewart Oakeshott, A Knight and His Armour, 2. ed. riv., Dufour Editions, 1999, ISBN 0-8023-1329-9.
- (EN) Ewart Oakeshott, A Knight and His Horse, 2. ed. riv., Dufour Editions, 1998, ISBN 0-8023-1297-7.

Cavalli
- (EN) Bennett, Deb, Conquerors: The Roots of New World Horsemanship, Amigo Publications Inc., 1998, ISBN 0-9658533-0-6.
- (EN) Chamberlin, J. Edward, Horse: How the Horse Has Shaped Civilizations, Bluebridge, 2006, ISBN 0-9742405-9-1.
- (FR) Nicole de Blomac e Bernadette Barrière, Cheval limousin, chevaux en Limousin, Presses univ. Limoges, 2006, ISBN 978-2-84287-404-9.
- (EN) Devereux, Frederick L., The Cavalry Manual of Horse Management, 1941.
- (EN) Hope, Lt. Col. C.E.G., The Horseman's Manual, Charles Scribner's Sons, 1972, ISBN 0-684-13622-8.
- (FR) Société des études euro-asiatiques (a cura di), Le Cheval en Eurasie : Pratique quotidienne et déploiements mythologiques, Parigi, L'Harmattan, 1999, ISBN 2-7384-7845-X.
- (FR) Amélie Tsaag Valren, Destrier médiéval : le mythe du cheval de trait blindé, in Cheval Savoir, n. 35, settembre 2012.

Guerra
- (EN) Matthew Bennet, Jim Bradbury e Kelly DeVries, Fighting Techniques of the Medieval World, Londra, Amber Books, 2005, ISBN 1-86227-299-9.
- (FR) Lucien-Jean Bord e Jean-Pierre Mugg, L'arc des steppes : étude historique et technique de l'archerie des peuples nomades d'Eurasie, Le gerfaut, 2005, ISBN 978-2-914622-60-8.
- (EN) Carey, Brian Todd, Allfree, Joshua B e Cairns, John, Warfare in the Medieval World, Pen & Sword Military, 2006.
- (EN) David Nicolle, Medieval Warfare Source Book: Warfare in Western Christendom, Brockhampton Press, 1999, ISBN 1-86019-889-9.
- (EN) Vesey Norman, The Medieval Soldier, rist., Pen & Sword Military Classics, 1971, ISBN 1-84415-360-6.
- (EN) Michael Prestwich, Armies and Warfare in the Middle Ages: The English Experience, Yale University Press, 1996, ISBN 0-300-07663-0.
- (EN) John Sadler, Border Fury: England and Scotland at War 1296-1568, Pearson Education Ltd, 2005, ISBN 1-4058-4022-6.

Società
- (EN) Bumke, Joachim, Courtly Culture: Literature and Society in the High Middle Ages, Overlook Duckworth, 2000  [1986], ISBN 1-58567-051-0.
- (EN) Dyer, Christopher, Making a Living in the Middle Ages: The People of Britain 850-1520, New Haven, CT, Yale University Press, 2003, ISBN 0-300-10191-0.
- (EN) Frances Gies e Joseph Gies, Daily Life in Medieval Times, Grange Books, 2005, ISBN 1-84013-811-4.
- (EN) Hobson, John M, The Eastern Origins of Western Civilisation, Cambridge University Press, 2004, ISBN 0-521-54724-5.
- (EN) Margaret Wade Labarge, Medieval Travellers: The Rich and the Restless, rist., Phoenix, 1982, ISBN 0-7538-2041-2.
- (EN) Kay Slocum, Medieval Civilisation, Laurence King Publishing, 2005, ISBN 1-85669-444-5.
- (EN) Barbara Tuchman, A Distant Mirror: The Calamitous 14th Century, Ballantine Books, 1978, ISBN 0-345-34957-1.
- (EN) Lynn Townsend White Jr., Medieval Technology and Social Change, Oxford University Press, 1966, ISBN 0-19-500266-0.

Tecnologia ed equipaggiamento
- (EN) Gimpel, Jean., The Medieval Machine: The Industrial Revolution of the Middle Ages, Victor Gollancz Ltd, 1977, ISBN 0-575-02135-7.
- (FR) Eliane de La Boisselière e Guy de La Boisselière, Éperonnerie et parure du cheval : de l'Antiquité à nos jours, Lannoo Uitgeverij, 2005, ISBN 978-2-87386-391-3.
- (EN) Joseph Needham, Science and Civilization in China, 4, Physics and Physical Technology, Part 2, Mechanical Engineering, Taipei, Caves Books Ltd., 1986.
- (EN) Wagner, Eduard, Drobiná, Zoroslava e Durdik, Jan, Medieval Costume, Armour and Weapons, traduzione di Jean Layton, Dover Publications, 2000  [1956], ISBN 0-486-41240-7.

Arte
- (EN) John Baskett, The horse in art, Yale University Press, 2006,  p. 15, ISBN 978-0-300-11740-0.

Donne
- (EN) Henrietta Leyser, Medieval Women: A Social History of Women in England 450-1500, Phoenix Press, 1996, ISBN 1-84212-621-0.
- (EN) Eileen Power, Medieval Women, Cambridge University Press, 1975.